# Luftfeuchtigkeit
Die Luftfeuchtigkeit oder Luftfeuchte  ist der Masse-Anteil des gasförmigen Wasserdampfs in Luft. In der Luft schwebendes flüssiges Wasser (zum Beispiel Regentropfen, Nebeltröpfchen) oder Eis (zum Beispiel Schneekristalle) werden der Luftfeuchtigkeit folglich nicht zugerechnet. Die Luftfeuchtigkeit ist eine wichtige Kenngröße für zahlreiche technische und meteorologische Vorgänge, für viele Lebensvorgänge bei Lebewesen sowie für Gesundheit und Behaglichkeit der Menschen.
In Abhängigkeit von Temperatur und Druck kann ein gegebenes Luftvolumen nur eine gewisse Höchstmenge Wasserdampf enthalten. Die relative Luftfeuchtigkeit, die das geläufigste Maß für die Luftfeuchtigkeit ist, beträgt dann 100 %. Allgemein gibt die relative Luftfeuchtigkeit, ausgedrückt in Prozent (%), das Masse-Verhältnis des momentanen Wasserdampfgehalts zu dem Wasserdampfgehalt an, der für die aktuelle Temperatur und den aktuellen Druck maximal möglich ist. Durch die Aufnahme von Wasserdampf wird die Luftdichte verringert, da bei gleich bleibendem Gesamtdruck eine hinzugefügte Anzahl von H2O-Molekülen dieselbe Anzahl von schwereren N2- und O2-Molekülen verdrängt.

## Allgemeines

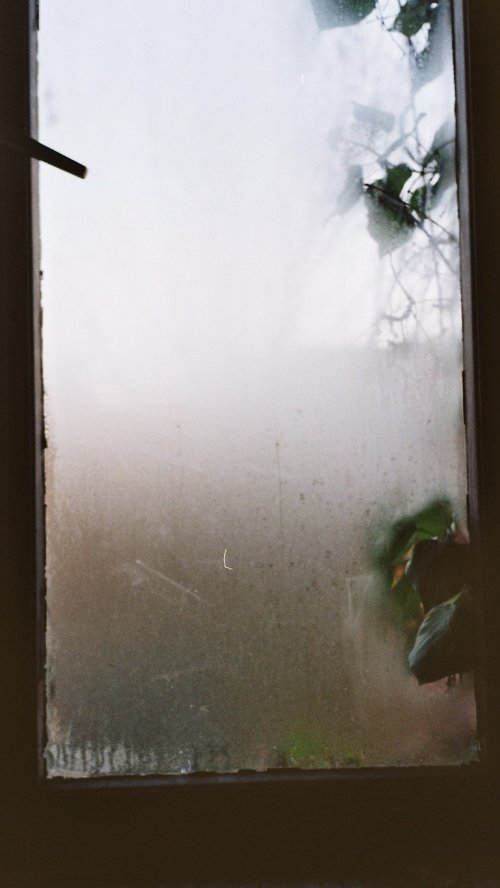
Kondensierender Wasserdampf als indirekter Nachweis für die Luftfeuchtigkeit

Ein wasserdampffreies Luftgemisch bezeichnet man als trockene Luft. Tabellen zur Zusammensetzung der Luft beziehen sich in der Regel auf trockene Luft, da der Wasserdampfanteil feuchter Luft mit 0 bis 4 Volumenprozent vergleichsweise sehr stark schwankt. Beeinflusst wird die Luftfeuchtigkeit vor allem durch die Verfügbarkeit von Wasser, die Temperatur und den Grad der Durchmischung der Atmosphäre. Höhere Lufttemperaturen ermöglichen eine höhere Wasserdampfkonzentration in der Luft. Bei sehr geringen Konzentrationen von Wasserdampf in der Luft bezeichnet man die Luftfeuchtigkeit auch als Spurenfeuchtigkeit bzw. Spurenfeuchte.

## Physikalische Grundlagen

### Verdunstung und Kondensation
An einer freien Wasseroberfläche, die flüssiges Wasser vom darüberliegenden Luftvolumen trennt, treten stets einzelne Wassermoleküle vom Wasservolumen in das Luftvolumen über und umgekehrt. Im flüssigen Wasser sind die Wassermoleküle durch molekulare Kräfte, vor allem durch die Wasserstoffbrückenbindungen, vergleichsweise stark aneinander gebunden, wodurch sich der zusammenhängende Flüssigkeitsverbund erst ausbilden kann. Infolge ihrer thermischen Bewegung tragen die Wassermoleküle jedoch jeweils gewisse Beträge an kinetischer Energie, die um einen temperaturabhängigen Mittelwert herum streuen (Maxwell-Boltzmann-Verteilung). Ein kleiner Anteil von Wassermolekülen hat daher stets genügend thermische Energie, um die Bindungskräfte der umgebenden Moleküle zu überwinden, die Wasseroberfläche zu verlassen und in das Luftvolumen überzugehen, also zu verdunsten. Die Verdunstungsrate, das ist die Menge an verdunstendem Wasser je Zeitspanne, hängt vom Anteil derjenigen Moleküle ab, deren kinetische Energie die Bindungsenergie des Flüssigkeitsverbundes überschreitet, und wird unter anderem von der herrschenden Temperatur bestimmt.
Umgekehrt treffen verdunstete Wassermoleküle aus der Luft auch wieder auf die Wasseroberfläche und können dort je nach ihrer kinetischen Energie mit einer gewissen Wahrscheinlichkeit vom Molekülverbund eingefangen werden, also kondensieren. Die Kondensationsrate ist nur vom Partialdruck des Wasserdampfes in der Luft abhängig, nicht aber von dem Anteil des Luftdrucks, den die anderen Bestandteile der Luft liefern.
Vier Größen beeinflussen die Menge dieses Stoffaustauschs:
1. die Größe der Oberfläche (Verwirbelungen erhöhen diesen Wert im Vergleich zum ruhenden Wasser),
2. die Temperatur des Wassers,
3. die Temperatur der Luft und
4. der Sättigungsgrad der Luft.

### Sättigung
Betrachtet man einen Verdunstungsvorgang bei anfangs trockener Luft, so stellt sich die der Temperatur entsprechende Verdunstungsrate ein, während die Kondensationsrate mangels Wassermolekülen in der Luft zunächst gleich null ist. Die Verdunstungsrate ist also größer als die Kondensationsrate, und die Anzahl von Wassermolekülen in der Luft steigt an. Damit wächst auch die Rückkondensation, und die Nettoverdunstung (Verdunstungsrate minus Kondensationsrate) beginnt zu sinken. Die Dichte der Wassermoleküle in der Luft steigt so lange an, bis die Kondensationsrate die Stärke der Verdunstungsrate erreicht, pro Zeitspanne also ebenso viele Wassermoleküle vom Wasser in die Luft übertreten wie von der Luft ins Wasser. Dann ist der Gleichgewichtszustand erreicht, in dem die Nettoverdunstung null ist, während der ständige Teilchenaustausch zwischen Luft und Wasser weiter stattfindet.
Die im Gleichgewichtszustand vorliegende Konzentration von Wassermolekülen in der Luft ist die Sättigungskonzentration. Steigt die Temperatur, wird sich auch eine höhere Sättigungskonzentration einstellen, da die nun ebenfalls erhöhte Verdunstungsrate zur Erreichung eines neuen Gleichgewichts durch eine höhere Kondensationsrate wieder kompensiert werden muss, was eine höhere Teilchendichte der Wassermoleküle in der Luft voraussetzt. Die Höhe der Sättigungskonzentration hängt also von der Temperatur ab.
Die Sättigungskonzentration wird fast allein durch die Eigenschaften der Wassermoleküle und ihre Wechselwirkung mit der Wasseroberfläche bestimmt, es besteht keine wesentliche Wechselwirkung mit den anderen Atmosphärengasen. Wären jene Gase nicht vorhanden, so würde sich über dem Wasser praktisch dieselbe Sättigungskonzentration einstellen. Zum Ermitteln der Sättigung reicht daher die Kenntnis des Partialdrucks des Wasserdampfs. Die umgangssprachlich gebräuchliche und wegen der Einfachheit auch in Fachkreisen weit verbreitete Ausdrucksweise, die Luft könne bei gegebener Temperatur maximal eine bestimmte Menge an Wasserdampf aufnehmen, führt leicht in die Irre. Die Luft nimmt die Feuchtigkeit nicht analog zu einem Schwamm auf, und auch der Begriff der Sättigung darf hier nicht analog zur Sättigung einer Lösung verstanden werden. Die Luft besteht bei nicht zu hohem Druck aus selbstständig agierenden Gasteilchen, die im Wesentlichen nur über Stöße wechselwirken. Weder ist also Sauerstoff im Stickstoff, noch Wasserdampf in den anderen Luftbestandteilen „gelöst“. Bei hoher Dichte werden jedoch andere Wechselwirkungen relevant, was zu einer merklichen Abweichung der Sättigungskonzentration relativ zum Zustand bei niedriger Dichte führen.
(Man stelle sich einen zur Hälfte mit Wasser gefüllten abgeschlossenen Behälter vor, in dem über der Wasseroberfläche ein Vakuum herrscht. Wird den Molekülen der Flüssigkeit durch Erwärmung kinetische Energie zugeführt, so können sich Teilchen mit genügend Energie von der Oberfläche lösen (verdunsten).)
Aus demselben Grund wird die Sättigungskonzentration nicht von der Temperatur der Luft bestimmt, sondern von der Temperatur der verdunstenden Oberfläche. Der Bezug auf die Temperatur der Luft ist in der Alltagspraxis oft gerechtfertigt, da verdunstende Flächen geringer thermischer Trägheit meist näherungsweise Lufttemperatur annehmen (zum Beispiel an der Luft trocknende Wäsche). Ist jedoch die verdunstende Oberfläche deutlich wärmer als die Luft, so verdunsten die Wassermoleküle entsprechend der hohen Oberflächentemperatur in die kühlere Luft hinein (heiße Herdplatte), auch wenn deren Sättigungskonzentration dabei überschritten wird. Ein Teil der Feuchtigkeit kondensiert dann in der Luft an den kühleren Aerosolen, die die Temperatur der Luft haben, und wird als Dampf- oder Nebelschwaden sichtbar (zum Beispiel Dunstschwaden in kühler Luft über einem wärmeren herbstlichen See). Ist aber die Oberfläche wesentlich kühler als die Luft, so kann unter Umständen auch der Feuchtigkeitsgehalt teilgesättigter Luft dort zu Kondensation führen (zum Beispiel beschlagene Fenster in Küche oder Bad oder die Wasserzunahme in einem Tauteich). Genauer gesagt kondensiert der Wasserdampf zu Wasser (zu Tau, wenn die Oberflächentemperatur unter dem Taupunkt, oder zu Reif, wenn sie unter dem Reifpunkt liegt, siehe dazu auch unten).

### Übersättigung
Erhöht man durch eine Zufuhr von Wassermolekülen deren Konzentration über die Sättigungskonzentration (Übersättigung), so steigt wegen der größeren Dichte an Wassermolekülen in der Luft die Kondensationsrate vorübergehend über die Verdunstungsrate hinaus an und die Konzentration an Wassermolekülen sinkt daher wieder auf den Gleichgewichtswert.
Auch hier ist zu beachten, dass es sich nicht etwa um ein Unvermögen der Luft handelt, den überschüssigen Wasserdampf zu halten. Vielmehr nutzt der Wasserdampf unter diesen Bedingungen eine sich darbietende Kondensationsfläche, um seine Konzentration durch heterogene Kondensation auf die Sättigungskonzentration zu senken. Fehlen solche Kondensationsflächen oder Kondensationskeime, so kann die Luft dauerhaft erhebliche Mengen von Wasserdampf aufnehmen, bis es schließlich zu einer spontanen Entstehung von Wassertröpfchen (homogene Kondensation) kommt; siehe dazu auch den Abschnitt Oberflächenkrümmung des Wassers. Dies ist zum Beispiel in großen Volumina möglichst reiner Luft, also bei einer geringen Aerosolkonzentration, und bei großer Entfernung von etwaigen Umschließungsflächen der Fall (siehe Nebelkammer). Spontane Kondensation von Wasserdampf zu Wassertröpfchen findet ohne Kondensationskeime erst bei extremer Übersättigung von mehreren hundert Prozent relativer Feuchtigkeit statt. In der Praxis ist jedoch fast immer eine ausreichend große Menge von Aerosolen in der Luft vorhanden, sodass es in der Atmosphäre kaum zu Übersättigungen von mehreren Prozentpunkten kommt.

### Teilsättigung
Die Verdunstungsrate des Wassers kann bestimmte Maximalwerte nicht überschreiten. Es dauert daher längere Zeit, bis sich das Gleichgewicht nach einer Störung wieder eingestellt hat. Wurde zum Beispiel durch nächtliche Abkühlung ein Teil des Feuchtigkeitsgehalts auskondensiert, so ist die Luft nach einer Erwärmung zunächst ungesättigt und kann den Sättigungszustand nur langsam wieder erreichen. Diese Teilsättigung ist für unsere Atmosphäre wegen der häufigen Temperaturschwankungen der Normalfall. Es ist für zahlreiche Vorgänge von großer Bedeutung, wie weit die Luft vom Sättigungszustand entfernt ist. Verschiedene Feuchtigkeitsmaße dienen dazu, diesen Zustand quantitativ zu beschreiben.

## Abhängigkeit der Sättigungskonzentration von Umgebungseinflüssen

### Temperatur

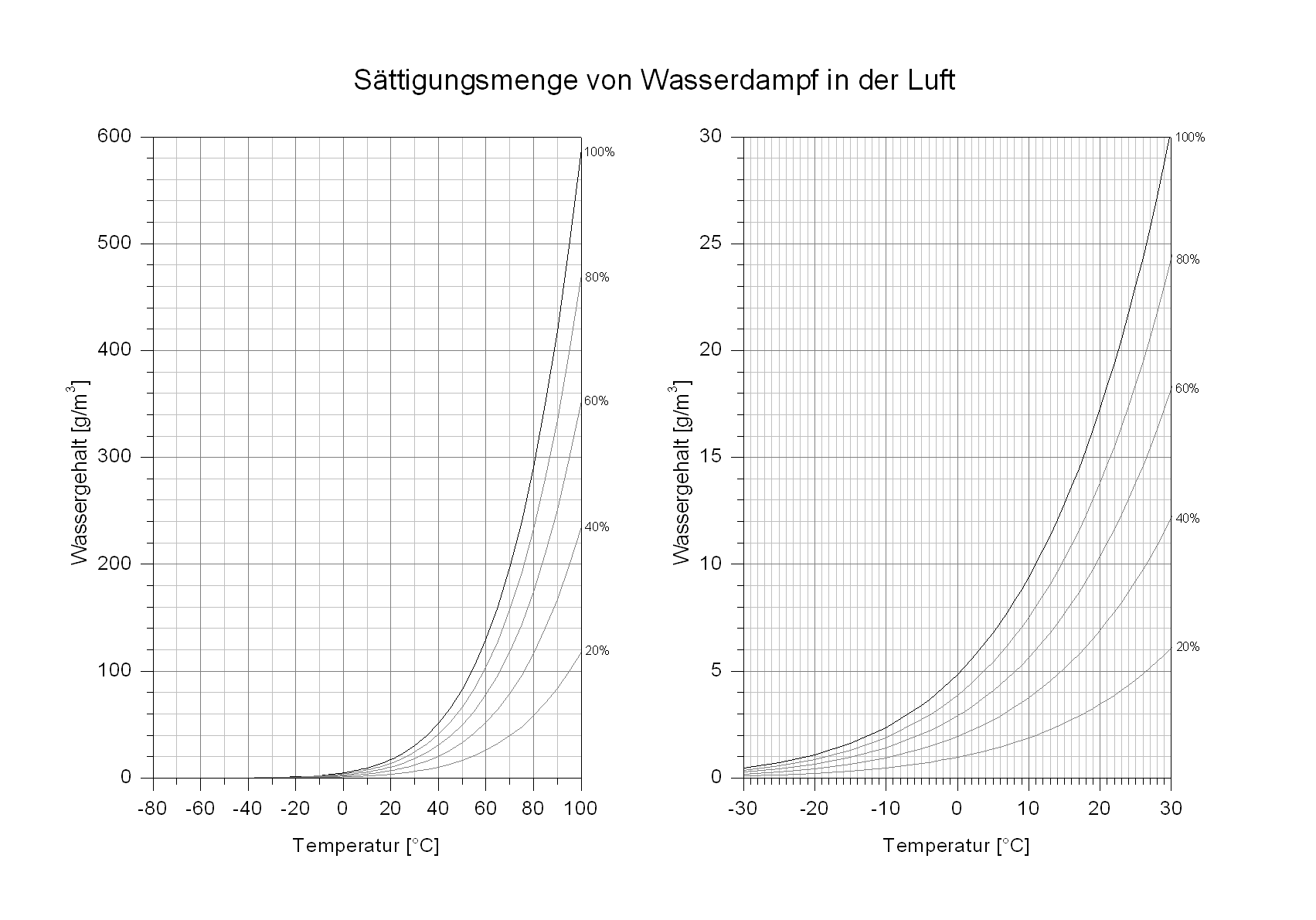
Wasserdampfkonzentration in Abhängigkeit eines größeren und eines kleineren Temperaturbereichs

Bei Erhöhung der Temperatur nimmt der Anteil an Wassermolekülen zu, welche genügend kinetische Energie besitzen, um die Wasseroberfläche zu verlassen. Es stellt sich also eine höhere Verdunstungsrate ein, welche zur Wiederherstellung des Gleichgewichts durch eine höhere Kondensationsrate kompensiert werden muss, was aber eine höhere Konzentration von Wassermolekülen in der Luft voraussetzt.
Die Sättigungskonzentration des Wasserdampfs nimmt daher, wie in der Abbildung rechts dargestellt, mit steigender Temperatur exponentiell zu. Der Wasserdampf hat für jede Temperatur (und fast unabhängig vom Umgebungsdruck) eine eindeutig bestimmte Sättigungskonzentration. Bei atmosphärischem Normaldruck von 1013,25 hPa kann ein Kubikmeter Luft bei 10 °C maximal 9,41 g Wasser aufnehmen. Die gleiche Luftmenge nimmt bei 30 °C schon 30,38 g Wasser auf und bei 60 °C sind es schon über 100 g Wasser. Man bezeichnet diese Sättigungskonzentration als maximale Feuchtigkeit, die im Artikel Sättigung tabelliert ist. Hierbei sind auch Mollier-Diagramme nach Richard Mollier (1923) zur Darstellung der Luftfeuchtigkeit weit verbreitet.
Eine andere Möglichkeit zur Darstellung des Zusammenhangs von Luftfeuchtigkeit, Temperatur und Höhenlage ist das Emagramm (Energie-Masse-Diagramm).

### Druck
Wie oben erwähnt, ist die Sättigungskonzentration des Wasserdampfs bei gegebener Temperatur praktisch unabhängig von der Anwesenheit der übrigen Atmosphärengase und damit auch fast unabhängig vom Umgebungsdruck. Eine geringfügige Abhängigkeit vom Umgebungsdruck ergibt sich jedoch aus drei Gründen:
- Der Wasserdampf und die anderen Gase sind keine perfekt idealen Gase. Es gibt schwache Wechselwirkungen (Van-der-Waals-Kräfte) zwischen ihren Molekülen, welche mit steigendem Druck zunehmen.
- Der gegenseitige Abstand der Moleküle im flüssigen Wasser und damit ihre Bindungskräfte werden geringfügig durch den auflastenden atmosphärischen Druck verändert („Poynting-Effekt“). Dies beeinflusst wiederum die Verdunstungsrate.
- Auch im Wasser gelöste Atmosphärengase beeinflussen die Bindungskräfte und damit die Verdunstungsrate. Die Menge an gelösten Gasen ist abhängig von deren Partialdruck (Raoultsches Gesetz) und damit letztlich vom Gesamtdruck.

Diese schwache Druckabhängigkeit kann bei Bedarf durch einen Korrekturfaktor berücksichtigt werden. Er ist von Temperatur und Druck abhängig und bewegt sich bei atmosphärischen Bedingungen im Bereich von 0,5 % (Näheres im Artikel Sättigungsdampfdruck).

### Aggregatzustände des Wassers
Betrachtet man statt einer flüssigen Wasseroberfläche eine Eisoberfläche, so gelten dieselben Überlegungen auch für Sublimation und Resublimation der Wassermoleküle. Das Eis kühlt die direkt darüber liegende Luftschicht stark ab, diese hat dadurch eine geringere Sättigungskonzentration für Wassermoleküle. Sublimierte Wasserteilchen und die Umgebungsluftfeuchte führen deshalb zur Kondens- bzw. Nebelbildung im Nahbereich von Eisoberflächen.
Im Eiskristallverband unterliegen die Wassermoleküle jedoch stärkeren Bindungskräften als in flüssigem Wasser, sodass die Sättigungskonzentration über einer Eisoberfläche geringer ist als über einer Oberfläche flüssigen (unterkühlten) Wassers derselben Temperatur. Dieser Umstand spielt eine wichtige Rolle bei der Bildung von Regentropfen in Wolken (Bergeron-Findeisen-Prozess).

### Reinheit des Wassers
| Substanz                                        | relative Feuchtigkeit | Quelle |
| ----------------------------------------------- | --------------------- | ------ |
| Ammoniumdihydrogenphosphat (NH4H2PO4) bei 23 °C | 93 %                  | [ 6 ]  |
| Kaliumnitrat (KNO3) bei 38 °C                   | 88,5 %                | [ 6 ]  |
| Kaliumchlorid (KCl) bei 23 °C                   | 85 %                  | [ 6 ]  |
| Natriumchlorid (NaCl) bei 20 °C                 | 75,5 %                | [ 7 ]  |
| Natriumdichromat (Na2Cr2O7•2 H2O) bei 23 °C     | 52 %                  | [ 6 ]  |
| Magnesiumchlorid (MgCl2) bei 20 °C              | 33,1 %                | [ 7 ]  |
| Lithiumchlorid (LiCl) bei 20 °C                 | 11,3 %                | [ 7 ]  |

Sind im Wasser andere Stoffe gelöst, so erschweren sie den Wassermolekülen das Verlassen der Wasseroberfläche, wodurch die Verdunstungsrate sinkt und sich eine geringere Sättigungskonzentration einstellt (sog. Lösungseffekt).
In der Luft über gesättigten Salzlösungen stellen sich beispielsweise die in der Tabelle aufgeführten maximalen relativen Feuchtigkeiten ein.
Obwohl die Luft über den Lösungen mit Feuchtigkeit gesättigt ist, betragen die betreffenden relativen Feuchtigkeiten nicht 100 %, da die relative Feuchtigkeit stets auf die Sättigungskonzentration über einer ebenen und reinen Wasseroberfläche bezogen wird (siehe unten). Unterschreitet die Luft über der Salzlösung die betreffende Sättigungsfeuchtigkeit, so verdunstet Wasser aus der Lösung, um den Sättigungszustand wiederherzustellen. Überschreitet die Luft die Sättigungsfeuchtigkeit, so kondensiert ein Teil der Luftfeuchtigkeit an der Salzlösung. Diese wird dadurch verdünnt; soll sie zur Einhaltung definierter Verhältnisse salzgesättigt bleiben, so muss sie einen ausreichenden Bodensatz an ungelöstem Salz enthalten. Deliqueszenz bzw. Deliqueszenzfeuchte beschreibt das für einen Stoff (meist Salze) spezifische Vermögen, die relative Luftfeuchte der umgebenden Luft zu beeinflussen. Dieser Effekt wird zum Entfeuchten in Absorptions-Luftentfeuchtern genutzt.
Der Lösungseffekt verdeutlicht nochmals, dass die Sättigungskonzentration in der Luft nicht von der Luft selbst, sondern von der verdunstenden Oberfläche bestimmt wird.

### Oberflächenkrümmung des Wassers
Ist die Wasseroberfläche wie zum Beispiel bei einem Tropfen konvex (nach außen gekrümmt), so sind die Wassermoleküle an der Oberfläche weniger stark gebunden und können die Oberfläche leichter verlassen. Dieser Krümmungseffekt bedingt daher, dass die Verdunstungsrate steigt. Wenn gesättigte Luft mit kleinen Nebeltröpfchen im Gleichgewicht steht, beträgt ihre relative Feuchtigkeit daher etwas über 100 %. Der gleiche Effekt führt auch dazu, dass ohne Kondensationskeime eine starke Übersättigung möglich ist, ohne dass es zu homogener Kondensation kommt; je nach Stärke der Übersättigung gibt es einen gewissen Mindestradius der Tröpfchen, unterhalb dem sie nicht stabil sind, da mit geringerem Radius die Verdunstungsrate steigt, durch die Verdunstung aber der Radius abnimmt (siehe Abschnitt kritischer Radius unter Kelvingleichung).
Ist die Wasseroberfläche nach innen gekrümmt (wie zum Beispiel beim Meniskus in einer teilweise wassergefüllten Kapillare), so sind die Wassermoleküle an der Oberfläche stärker gebunden und können die Oberfläche weniger leicht verlassen – die Verdunstungsrate sinkt. Wenn gesättigte Luft in einem wasserhaltigen porösen Material mit den Menisken im Gleichgewicht steht, beträgt ihre relative Feuchtigkeit weniger als 100 %.

## Feuchtigkeitsmaße
Der Wassergehalt der Luft kann durch verschiedene so genannte Feuchtigkeitsmaße angegeben werden. Synonym verwendbare Bezeichnungen werden durch einen Schrägstrich verdeutlicht, zusammengehörige Feuchtigkeitsmaße stehen in der gleichen Zeile.
- Dampfdruck (siehe auch Sättigungsdampfdruck) und Sättigungsdefizit/Dampfhunger (Pa, hPa, kPa, bar)
- relative Luftfeuchtigkeit (% resp. dimensionslos)
- Dampfdichte/seltener: absolute Feuchte (g/m³, kg/m³)
- Feuchtegrad/Mischungsverhältnis/absolute Feuchte nach DIN EN 12792 (g/kg tr. L., kg/kg tL)
- spezifische Luftfeuchtigkeit/Wasserdampfgehalt (g/kg, kg/kg fL)
- Taupunkt beziehungsweise Frostpunkt/Eispunkt/Reifpunkt und Taupunktdifferenz (°C, K)
- Feuchttemperatur (°C)
- Sättigungsgrad/Sättigungsverhältnis (% resp. dimensionslos)

### Relative Luftfeuchtigkeit
Die relative Luftfeuchtigkeit, abgekürzt r. F., englisch abgekürzt RH (Formelzeichen: φ, U; nicht verbindlich festgelegt) ist das prozentuale Verhältnis zwischen dem momentanen Dampfdruck des Wassers und dem Sättigungsdampfdruck desselben (bei der Lufttemperatur) über einer reinen und ebenen Wasseroberfläche.
Die relative Feuchtigkeit lässt unmittelbar erkennen, in welchem Grade die Luft mit Wasserdampf gesättigt ist:
- Bei einer relativen Luftfeuchtigkeit von 50 % enthält die Luft nur die Hälfte der Wasserdampfmenge, die bei der entsprechenden Temperatur maximal enthalten sein könnte.
- Bei 100 % relativer Luftfeuchtigkeit ist die Luft vollständig mit Wasserdampf gesättigt. Man spricht auch davon, die „Wasserdampfkapazität“ sei erreicht.
- Wird die Sättigung von 100 % überschritten, so kann sich die überschüssige Feuchtigkeit als Kondenswasser bzw. Nebel niederschlagen.

Anhand der relativen Feuchtigkeit lässt sich daher leicht abschätzen, wie rasch Verdunstungsvorgänge ablaufen werden oder wie groß die Wahrscheinlichkeit von Tauwasserbildung ist. Da die Verdunstung von Feuchtigkeit durch die Haut stark von der relativen Feuchtigkeit der Umgebungsluft bestimmt wird, stellt die relative Feuchtigkeit eine wichtige Kenngröße für das Behaglichkeitsempfinden dar.

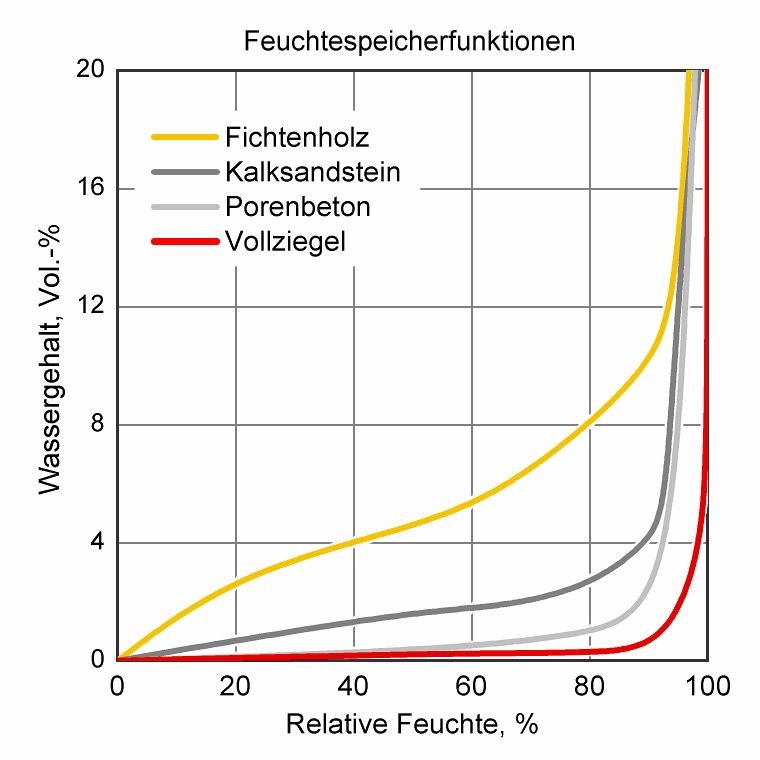
Feuchtigkeitspeicherfunktionen für einige Baumaterialien

Ein zweiter Grund für die Bedeutung der relativen Feuchtigkeit liegt darin, dass sie die Gleichgewichtsfeuchte hygroskopischer Materialien bestimmt. Hygroskopische Materialien, insbesondere poröse wie Holz, Ziegel, Gipsputz, Textilien usw., nehmen beim Kontakt mit Luft Feuchtigkeit auf und binden die Wassermoleküle durch Adsorption an ihren Porenwänden. Die Menge der gebundenen Moleküle wird bestimmt durch die absolute Luftfeuchtigkeit einerseits (eine größere Wasserdampfkonzentration führt wegen der größeren Auftreffrate auf die Porenwandungen zu einer größeren Adsorptionsrate) und die Temperatur andererseits (eine höhere Temperatur führt zu einer größeren Desorptionsrate). Die Kombination dieser beiden einander entgegengerichteten Einflussgrößen führt dazu, dass der sich einstellende Gleichgewichtsfeuchte im Wesentlichen von der relativen Feuchtigkeit der Luft bestimmt wird. Die Feuchtigkeitsspeicherfunktion eines Materials gibt an, welchen Wassergehalt das Material bei einer gegebenen relativen Luftfeuchtigkeit annimmt; sie ist nur wenig von der Temperatur abhängig. Zur Messung des Feuchtigkeitsgehalts der Luft werden meist Materialien verwendet, deren zur Messung benutzte physikalische Eigenschaft von ihrem Wassergehalt abhängt (Längenänderung wegen Quellen und Schwinden, Kapazitätsänderung eines hygroskopischen Dielektrikums usw.). Da dieser Wassergehalt wiederum von der relativen Feuchtigkeit der Umgebungsluft bestimmt wird, messen solche Instrumente daher letztlich diese relative Feuchtigkeit, welche deshalb ein besonders leicht zu messendes und häufig benutztes Feuchtigkeitsmaß ist.
Mit steigender Temperatur nimmt die Wasserdampfmenge zu, die zur Sättigung benötigt würde. Das hat zur Folge, dass die relative Luftfeuchtigkeit eines gegebenen Luftpakets bei Erwärmung abnimmt. Die Angabe der Temperatur ist für die Vergleichbarkeit der Werte daher zwingend notwendig. Wenn beispielsweise in einem Kubikmeter Luft (ca. 1200 g) 7,6 g Wasserdampf enthalten sind, entspricht das bei 34,4 °C  einer trockenen Wüstenluft mit einer relativen Luftfeuchtigkeit von 20 %, während das bei einer Lufttemperatur von 6,8 °C einer relativen Luftfeuchtigkeit von 100 % entspräche und somit bei weiterem Abkühlen zur Kondensation führen würde (siehe auch Taupunkt). Daher sind Phänomene wie Dunst oder Nebel ein Indikator für eine hohe relative Luftfeuchtigkeit und für tiefe Temperaturen. Zum Vergleich: Die für Wohn- und Büroräume empfohlene relative Luftfeuchtigkeit von 40–50 % entspricht bei 21–22 °C etwa 7,3–9,7 g Wasserdampf. Die subjektive Wahrnehmung der Luft als trocken oder feucht, liegt also eher an der Temperatur als an der tatsächlich in ihr enthaltenen Wassermenge.
Man kann die relative Luftfeuchtigkeit mit folgenden Formeln berechnen:
{\displaystyle \varphi ={\frac {e}{E}}\cdot 100\,\%={\frac {\rho _{w}}{\rho _{w,\max }}}\cdot 100\,\%}
Die einzelnen Formelzeichen stehen für folgende Größen:
- e – Dampfdruck (Achtung, nach Definition der Meteorologie: siehe Definition Dampfdruck)
- E – Sättigungsdampfdruck
- ρw – absolute Luftfeuchtigkeit
- ρw,max – Dampfdichte

### Dampfdichte
Die Wasserdampfdichte, Dichte der feuchten Luft oder kurz Dampfdichte (Formelzeichen: ρ, dd oder f; nicht verbindlich festgelegt), ist die Masse des Wasserdampfs in einem bestimmten Luftvolumen, also dessen Dichte bzw. Konzentration. Sie wird üblicherweise in g Wasser pro Kubikmeter (feuchte) Luft angegeben. Nach oben begrenzt wird sie durch die maximale Feuchtigkeit ρw, max, die während einer Sättigung herrscht (zugehörige Formeln und Werte siehe dort). Manchmal wird auch der Ausdruck absolute Feuchte dafür verwendet, doch das schafft Verwechslungsgefahr mit dem Feuchtegrad, der zumindest nach EN 12792 auch mit absoluter Feuchte bezeichnet wird.
Die Dampfdichte ist ein direktes Maß für die in einem gegebenen Luftvolumen enthaltene Wasserdampfmenge. Sie lässt unmittelbar erkennen, wie viel Kondensat maximal ausfallen kann oder wie viel Wasser verdunstet werden muss, um eine gewünschte Luftfeuchtigkeit zu erhalten.
Die Dampfdichte ändert sich bei einer Volumenänderung des betrachteten Luftpakets, auch ohne dass der Luft Wasserdampf hinzugefügt oder entzogen wird. Bei einer Kompression des Luftpakets werden die darin enthaltenen Wassermoleküle auf einen geringeren Raum konzentriert, ihre Anzahl pro Kubikmeter nimmt zu, die absolute Feuchtigkeit steigt; das Umgekehrte gilt bei einer Expansion des Luftpakets. Die Volumenänderung des Luftpakets kann durch Änderung seiner Temperatur oder seines Druckes verursacht werden. Beim Vergleich der Feuchtigkeitsgehalte zweier Luftpakete sind daher gegebenenfalls ihre Temperatur- und Druckunterschiede zu berücksichtigen. Ein in der Atmosphäre aufgrund der Thermik aufsteigendes Luftpaket verringert beim Aufsteigen seine absolute Feuchtigkeit, auch wenn es dabei keinerlei Wasserdampf verliert, da es wegen der Abnahme des Luftdrucks mit der Höhe sein Volumen vergrößert. Die Dichte des Luftpakets ändert sich daher allein durch Auf- und Abwärtsbewegungen. Man bezeichnet dies auch als Verschiebungsvarianz oder Instationarität.
Die absolute Luftfeuchtigkeit ρw kann mittels folgender Formeln berechnet werden, wobei sich der erste Term durch die Umstellung der Zustandsgleichung idealer Gase ergibt:
{\displaystyle \rho _{w}={\frac {e}{R_{w}\cdot T}}={\frac {m_{\text{Wasserdampf}}}{V_{\text{gesamt}}}}}
Die einzelnen Formelzeichen stehen für folgende Größen:
- Rw – individuelle Gaskonstante des Wassers = 461,52 J/(kg K)
- T – absolute Temperatur
- mWasserdampf – Masse des Wasserdampfs innerhalb des Luftpakets
- Vgesamt – Gesamtvolumen der feuchten Luft

Genaue Tabellenwerte siehe unter Sättigung, typische Werte liegen bei etwas über 1 kg/m³.

### Feuchtegrad
Der Feuchtegrad (Formelzeichen: x, Y), auch Wasserbeladung, Wassergehalt, Feuchtebeladung bezogen auf trockene Luft, Mischungsverhältnis oder Feuchtigkeitsgehalt  genannt, gibt die Masse des Wassers an, die sich in einer bestimmten Masse trockener Luft befindet. Der Zahlenwertbereich geht von {\displaystyle 0\leq x\leq \infty }, wobei für trockene Luft {\displaystyle x=0} ist und für luftfreien Dampf bzw. flüssiges Wasser {\displaystyle x=\infty } ist. Der Feuchtegrad wird in g/kg angegeben und scheint somit dimensionslos zu sein. Doch im Zähler steht „Masse Wasser“ und im Nenner „Masse trockene Luft“, „Wasser“ gegen „trockene Luft“ kann nicht gekürzt werden. Indem man die Einheit ausschreibt, vermeidet man auch Verwechslungen mit der spezifischen Feuchtigkeit. Die Angabe in kg/kg ist möglich, aber führt zu unpraktischen Zahlen. Typische Werte liegen zwischen 1 und 20 g/kg tL.
In ihren Eigenschaften sind Feuchtegrad und spezifische Luftfeuchtigkeit identisch. Bei Werten unterhalb der Sättigung unterscheidet sich auch der Zahlenwert nicht sehr stark. Gemäß DIN EN 12792:2004, welche in der Lüftungsbranche verwendet wird, bezeichnet der Term absolute Feuchte den Feuchtegrad. Weil derselbe Ausdruck oft für die Dampfdichte verwendet wird, muss man stets die Einheiten genau berücksichtigen.
Der Feuchtegrad kann mit folgenden Formeln berechnet werden, wobei es über den ersten Term definiert ist und alle nachfolgenden Terme Äquivalente oder Näherungen hierzu darstellen (fL – feuchte Luft; tL – trockene Luft; W – Wasserdampf bzw. Wasser):
{\displaystyle x:={\frac {m_{\mathrm {W} }}{m_{\mathrm {tL} }}}={\frac {\rho _{\mathrm {W} }}{\rho _{\mathrm {tL} }}}={\frac {M_{\mathrm {W} }}{M_{\mathrm {tL} }}}\cdot {\frac {e}{p-e}}\approx 0{,}622\cdot {\frac {e}{p-e}}}
Die einzelnen Formelzeichen stehen für folgende Größen:
- mx – Massen
- MW – molare Masse von reinem Wasser = 18,01528 g/mol
- MtL – molare Masse von trockener Luft = 28,9644 g/mol (Wert der Standardatmosphäre)
- p – Luftdruck

Die Umrechnung von Feuchtegrad zu spezifischer Luftfeuchtigkeit und umgekehrt geschieht über die Beziehungen
{\displaystyle x={\frac {q}{1-q}}\qquad q={\frac {x}{x+1}}}

### Spezifische Luftfeuchtigkeit
Die spezifische Luftfeuchtigkeit (Formelzeichen: q) gibt den Anteil der Masse des (gasförmigen) Wassers an, die sich in einer bestimmten Masse feuchter Luft befindet. Der Zahlenwertbereich geht von {\displaystyle 0\leq q\leq 1}, wobei für trockene Luft {\displaystyle q=0} ist und für luftfreien Dampf bzw. flüssiges Wasser {\displaystyle q=1} ist. Die spezifische Feuchte wird in g/kg angegeben und scheint somit dimensionslos zu sein. Doch im Zähler steht „Masse Wasser“ und im Nenner „Masse feuchte Luft“, „Wasser“ gegen „feuchte Luft“ kann nicht gekürzt werden. Indem man die Einheit ausschreibt, vermeidet man auch Verwechslungen mit dem Feuchtegrad. Die Angabe in kg/kg ist möglich, aber führt zu unpraktischen Zahlen, denn typische Werte liegen zwischen 1 und 20 g/kg fL.
Diese Größe bleibt im Unterschied zu den vorherigen Feuchtigkeitsmaßen bei Volumenänderungen des betrachteten Luftpakets unverändert, solange keine Feuchtigkeit zu- oder abgeführt wird. Nimmt z. B. das Volumen des Luftpakets zu, so verteilen sich sowohl die (unveränderte) Masse der feuchten Luft als auch die (unveränderte) Masse des Wasserdampfs auf ein größeres Volumen, das Verhältnis der beiden Massen im Luftpaket zueinander bleibt aber dasselbe. Die spezifische Luftfeuchtigkeit behält beispielsweise beim Durchströmen eines Wärmetauschers ihren Wert bei, auch wenn sich die Temperatur und die Dichte erheblich ändern. Auch ein in der Atmosphäre aufsteigendes Luftpaket behält den Zahlenwert seiner spezifischen Feuchtigkeit bei, solange keine Feuchtigkeit (etwa durch Verdunstung von Regentropfen) zugeführt oder (durch Kondensation des Wasserdampfes) abgeführt wird. Diesem Vorteil steht allerdings die schwierige Messung der spezifischen Luftfeuchtigkeit entgegen, die im Regelfall einem Labor vorbehalten bleibt.
Die spezifische Luftfeuchtigkeit q kann mit folgenden Formeln berechnet werden, wobei die jeweilige Größe über den ersten Term definiert ist und alle nachfolgenden Terme Äquivalente oder Näherungen hierzu darstellen (fL – feuchte Luft; tL – trockene Luft; W – Wasserdampf bzw. Wasser). Von praktischer Bedeutung sind nur die letztgenannten Terme, alle anderen dienen der Herleitung und Nachvollziehbarkeit.
{\displaystyle q:={\frac {m_{\mathrm {W} }}{m_{\mathrm {fL} }}}={\frac {m_{\mathrm {W} }}{m_{\mathrm {tL} }+m_{\mathrm {W} }}}={\frac {\frac {m_{\mathrm {W} }}{V_{\mathrm {G} }}}{{\frac {m_{\mathrm {tL} }}{V_{\mathrm {G} }}}+{\frac {m_{\mathrm {W} }}{V_{\mathrm {G} }}}}}={\frac {\rho _{\mathrm {W} }}{\rho _{\mathrm {tL} }+\rho _{\mathrm {W} }}}={\frac {\rho _{\mathrm {W} }}{\rho _{\mathrm {fL} }}}}
{\displaystyle q={\frac {\rho _{\mathrm {W} }}{\rho _{\mathrm {tL} }+\rho _{\mathrm {W} }}}={\frac {\frac {e}{R_{\mathrm {W} }\cdot T}}{{\frac {p-e}{R_{\mathrm {tL} }\cdot T}}+{\frac {e}{R_{\mathrm {W} }\cdot T}}}}={\frac {M_{\mathrm {W} }\cdot e}{M_{\mathrm {tL} }\cdot (p-e)+M_{\mathrm {W} }\cdot e}}={\frac {{\frac {M_{\mathrm {W} }}{M_{\mathrm {tL} }}}\cdot e}{p-\left(1-{\frac {M_{\mathrm {W} }}{M_{\mathrm {tL} }}}\right)\cdot e}}}
damit:
{\displaystyle q\approx {\frac {0{,}622\cdot e}{p-0{,}378\cdot e}}\approx 0{,}622\cdot {\frac {e}{p}}}
wobei gilt:
{\displaystyle \rho _{\mathrm {tL} }={\frac {p-e}{R_{tL}\cdot T}}}
Die einzelnen Formelzeichen stehen für folgende Größen:
- mx – Massen
- ρfL – Dichte der feuchten Luft
- VG – Gesamtvolumen der feuchten Luft
- RW – individuelle Gaskonstante des Wassers
- RtL – individuelle Gaskonstante von trockener Luft
- MW – molare Masse von reinem Wasser = 18,01528 g/mol
- MtL – molare Masse von trockener Luft = 28,9644 g/mol (Wert der Standardatmosphäre)

### Taupunkt
Als Taupunkt oder Taupunkttemperatur bezeichnet man die Temperatur, bei der sich auf einem Gegenstand (bei vorhandener Feuchtigkeit) ein Gleichgewichtszustand von kondensierendem und verdunstendem Wasser einstellt, mit anderen Worten die Temperatur, bei deren Unterschreitung Kondensatbildung gerade einsetzt. Sie wird mit einem Taupunktspiegelhygrometer gemessen. Der Taupunkt einer Probe ist lediglich vom Druck abhängig, wohingegen die relative Feuchtigkeit eine von Druck und Temperatur abhängige Größe ist. Die Taupunktkurve gibt bei gegebenem atmosphärischen Druck für die jeweilige Temperatur den Maximalwert von Feuchtigkeit an, die Luft aufnehmen kann (= 100 % relative Feuchtigkeit). Abkühlung der Luft unter die Taupunkttemperatur führt zu Kondensation, Erwärmung zu neuer Wasserdampfaufnahmefähigkeit.

### Feuchttemperatur
Die als Feucht, Feuchtkugel oder auch Kühlgrenztemperatur bekannte Größe ist jene Temperatur, die ein Luftpaket haben würde, wenn es adiabatisch bei konstantem Druck durch Verdunsten von Wasser in dem Paket bis zur Sättigung gekühlt und dabei die benötigte Verdampfungsenthalpie dem Paket entzogen werden würde. Gemessen wird sie mit Hilfe eines Psychrometers (zum Beispiel Aßmannsches Aspirationspsychrometer). Bei Kenntnis von Temperatur und Luftfeuchtigkeit kann man die Feuchttemperatur aus einer sogenannten Psychrometertabelle ablesen. Es gibt jedoch keine exakte Formel, nach der man die Feuchttemperatur direkt berechnen könnte.
In der praktischen Anwendung wurden zahlreiche Näherungsformeln entwickelt, die aber meist nur in einem bestimmten Temperatur- und Druckbereich gut funktionieren.
In der angewandten Meteorologie wird sie oft zur Unterscheidung der Niederschlagsart (Schnee/Regen) an unbemannten Wetterstationen eingesetzt. Als Richtwert gilt, dass Niederschlag bei einer Feuchttemperatur größer oder gleich 1,2 °C als Regen, bei Tf kleiner oder gleich 1,2 °C als Schnee fällt. Allerdings lassen sich damit nur grobe Abschätzungen vornehmen.
Jüngste Untersuchungen für die Station Wien Hohe Warte (WMO: 11035) haben gezeigt, dass Niederschlag bei Tf unter 1,1 bzw. über 1,4 °C in 2/3 der Fälle in fester bzw. flüssiger Form auftritt. Im Wesentlichen konnte der Richtwert von 1,2 °C Feuchttemperatur also bestätigt werden.

### Sättigungsgrad
Der Sättigungsgrad  oder das Sättigungsverhältnis sind wie folgt definiert: {\displaystyle \psi ={\frac {x}{x_{S}}}}. Bei der nichtprozentualen Angabe, also im Wertebereich 0 bis 1, spricht man auch vom Sättigungsverhältnis. In den Grenzfällen ψ=0 und ψ=100 % ist der Sättigungsgrad identisch mit der relativen Feuchte. Dazwischen ist der Sättigungsgrad stets minimal kleiner als die relative Feuchte; der Unterschied wird mit zunehmender Temperatur größer und beträgt weniger als ein Prozent.

## Messung

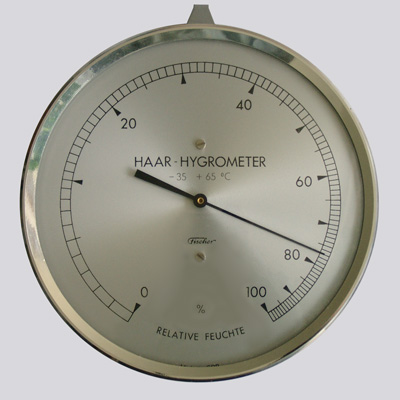
Haar-Hygrometer

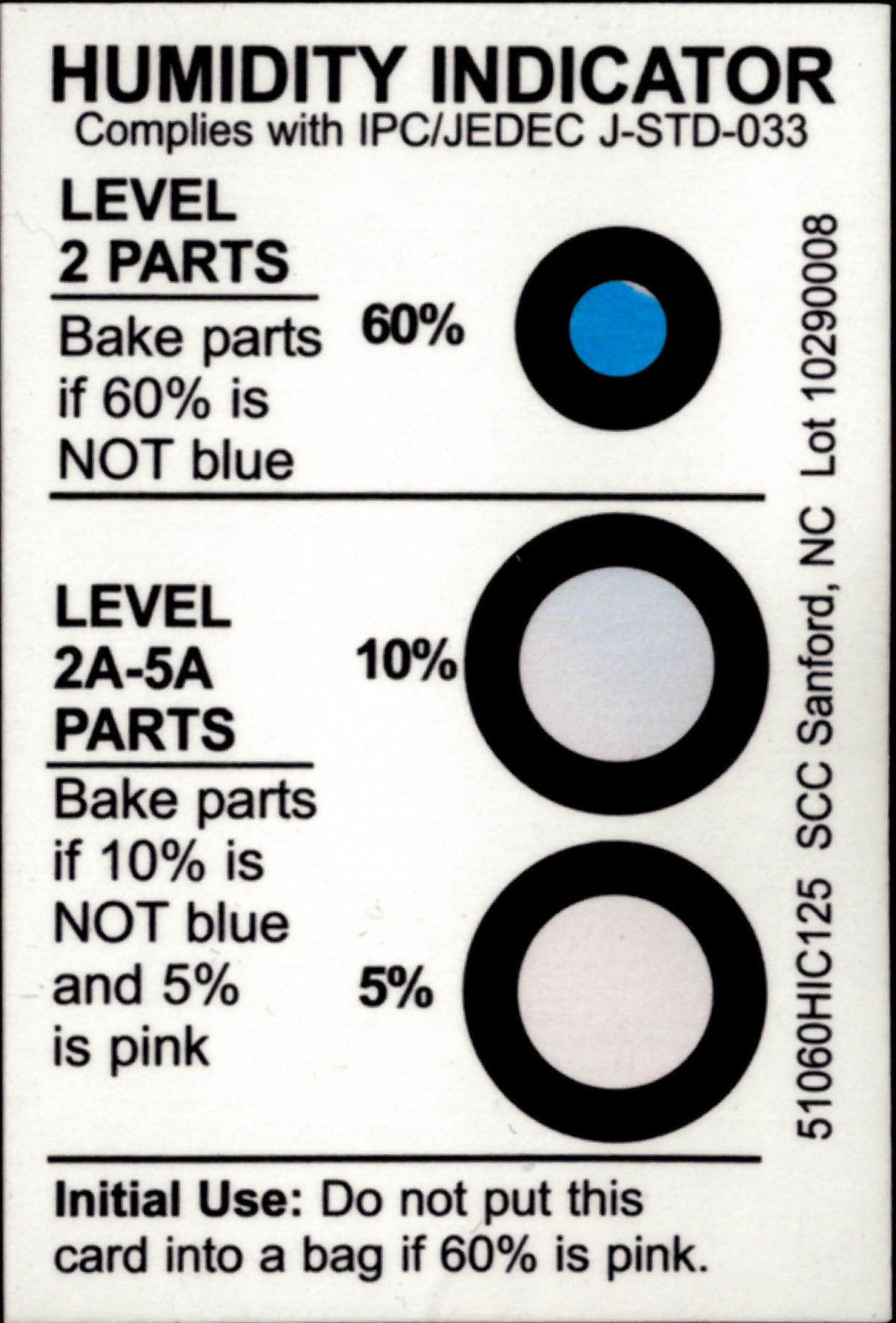
Feuchtigkeitsindikator zum Beilegen zu feuchtigkeitsempfindlichen Gütern; dieses Beispiel liegt elektronischen Bauteilen bei, die nach zu feuchter Lagerung vor der Weiterverarbeitung einer Trocknung (baking) unterzogen werden müssen, um Schäden beim Lötprozess zu vermeiden; Details unter Moisture Sensitivity Level

Geräte zur Messung der Luftfeuchtigkeit werden als Hygrometer bezeichnet. Arten sind zum Beispiel Absorptionshygrometer (Haarhygrometer), Psychrometer und Taupunktspiegelhygrometer.
Feuchtigkeitssensoren liefern ein elektrisches Signal, Absorptionssensoren beruhen auf einer sich bei unterschiedlicher Wasseraufnahme ändernden elektrischen Eigenschaft bestimmter Materialien und Materialaufbauten. Beispiele für elektrische Sensoren sind unter anderem Impedanz-Sensoren, hier ist es die elektrische Leitfähigkeit, die sich ändert. Bei kapazitiven Sensoren wirkt die Feuchtigkeit auf das Dielektrikum und ändert so die Kapazität des Sensors, bei schwingkreisbasierten Feuchtigkeitssensoren verändert sich durch die Feuchtigkeit die Resonanzfrequenz des Schwingkreises.
In den weltweiten offiziellen Wetterstationen werden zur Messung der Luftfeuchtigkeit verschiedene Messgeräte benutzt. Eine Methode ist ein in der Klimahütte montiertes Aspirationspsychrometer, welches aus einem trockenen und einem feuchten Thermometer besteht.
Aus den Werten beider Thermometer kann man anhand einer Tabelle dann die aktuelle relative Luftfeuchtigkeit in Prozent und den Taupunkt ermitteln.
Weiterhin gibt es separate Messfühler für den Taupunkt, welche aus einem Sensor über einer Lithiumchloridlösung bestehen.
Feuchtigkeitsindikatoren bestehen zum Beispiel aus mit Kobaltchlorid versetztem Silicagel (Blaugel) und führen bei bestimmten Feuchtigkeitswerten einen Farbwechsel aus. Sie dienen dazu, feuchtigkeitsempfindlichen Gütern beigelegt zu werden, um insbesondere in tropischen Gegenden und bei starken Temperaturunterschieden deren Transportbedingungen hinsichtlich der relativen Luftfeuchtigkeit kontrollieren zu können. Blaugel (oder das kobaltfreie Orangegel) wird auch in hermetisch verschlossenen Baugruppen hinter Sichtfenstern untergebracht, um die Luftfeuchtigkeit im Inneren kontrollieren zu können.

## Variabilität

### Tagesgang
Die Luftfeuchtigkeit zeigt einen typischen Tagesgang, der zwar je nach Umgebungsbedingungen sehr unterschiedlich sein kann und auch nicht immer einem bestimmten Muster folgen muss, es aber im Regelfall tut. So zeigt sich für das sommerliche Berlin ungefähr der folgende Verlauf: um 7 Uhr Ortszeit liegt die absolute Luftfeuchtigkeit im Mittel bei etwa 10,6 g/m³, um 14 Uhr bei 10,0 g/m³ und schließlich um 21 Uhr wieder bei 10,6 g/m³. Im Winter belaufen sich die Werte auf morgens 4,5 g/m³, mittags 4,6 g/m³ und abends wiederum 4,5 g/m³. Die Luftfeuchtigkeit steigt also im Winter nach Sonnenaufgang und sinkt nach Sonnenuntergang mit dem Tagesgang der Lufttemperatur und so, wie man es aufgrund der erhöhten Verdunstung erwarten kann. Im Sommer kommt der Einfluss der Konvektion hinzu, da aufsteigende Luftpakete das Eindringen trockenerer Luftmassen aus der Höhe bedingen und daher zu einem mittäglichen bis nachmittäglichen Minimum führen. In den Abendstunden steigt die absolute Luftfeuchtigkeit mit nachlassender Konvektion wieder an. Im Sommer ergeben sich daher zwei Dampfdruckmaxima, eines um etwa 8 Uhr und eines um ungefähr 23 Uhr.
Der Verlauf der relativen Luftfeuchtigkeit erreicht nachts (insbesondere bei fehlender Bewölkung) in Bodennähe oft 100 %, da die Temperatur der bodennahen Luftschichten durch Kontakt mit dem sich durch Abstrahlung in den Weltraum abkühlenden Erdboden unter den Taupunkt fällt. An windstillen Tagen wird schon kurze Zeit (ab 20 min) nach Sonnenuntergang der Taupunkt an isolierten horizontalen Flächen (Autodach, Flachdach) unterschritten. Bei senkrechten Flächen (Autofenster, Verkehrsschilder) dauert es etwas länger. Die Folge sind Tau bzw. Reif.

### Jahresgang
Im Jahresgang, basierend auf entweder Tages- oder Monatsmitteln als langjährigen Durchschnittswerten, zeigen sich Maxima der relativen Luftfeuchtigkeit im Spätherbst und Frühwinter, also im Zeitraum der größten Nebelbildung. Demgegenüber stehen Minimalwerte im Frühjahr und Frühsommer. Der Dampfdruck ist im Winter am geringsten und im Sommer am höchsten. Die bestimmenden Einflüsse sind dabei Verdunstung und Advektion von Wasserdampf, die einen sehr starken regionalen bzw. lokalen Bezug aufweisen.

### Abhängigkeit von der Höhe
Der Wasserdampfdruck nimmt mit zunehmender Höhe und damit abnehmender Lufttemperatur zunächst sehr rasch und dann ab drei Kilometern nur noch langsam ab. In zehn Kilometern Höhe beträgt er dann nur noch etwa ein Prozent des Bodenwertes. Die relative Luftfeuchtigkeit zeigt keinen derart eindeutigen Trend, ist in der Tropopause, in Mitteleuropa etwa ab 11 Kilometern Höhe, jedoch meist sehr gering. Sie beträgt hier im Normalfall etwa 20 % und sinkt mit zunehmender Höhe weiter ab, was auch der Grund dafür ist, dass die Wolkenbildung fast ausschließlich auf die Troposphäre begrenzt ist.

## Bedeutung und Anwendungsbereiche
Die Luftfeuchtigkeit ist in einer Vielzahl von Anwendungen von Bedeutung, wobei hier die Meteorologie und Klimatologie zwar deren theoretisches, nicht aber deren anwendungsorientiertes Zentrum bilden. Die Rolle des Wasserdampfes, dessen Eigenschaften und insbesondere seine technischen Anwendungen außerhalb der atmosphärischen Bedingungen werden dort erläutert. Die allgemeinen Eigenschaften des Wassers und dessen natürliche Verbreitung können gesondert nachgelesen werden.

### Alltag
Im Alltag lassen sich zahlreiche Phänomene auf die Luftfeuchtigkeit zurückführen, von denen einige hier exemplarisch vorgestellt werden sollen.
Beobachtet man nasse Gegenstände oder offene Wasserflächen über einen längeren Zeitraum, ohne dass diesen von außen weiteres Wasser zugeführt wird, so nimmt deren Nässe ab bzw. die Wasserfläche trocknet aus. Wäsche wird mit der Zeit trocken, Pfützen verschwinden, Lebensmittel werden hart und ungenießbar. Es kommt zur Verdunstung. Diese ist jedoch nur möglich, so lange die Luft ungesättigt ist, also die relative Luftfeuchtigkeit unter 100 % liegt.

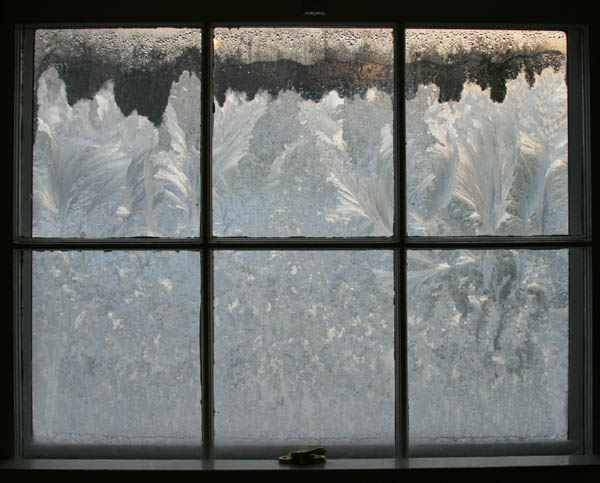
Eisblumen

Betritt man aus der kühleren Umgebung kommend einen geheizten Raum, so stellt man oft fest, dass Brillengläser beschlagen. Gleiches gilt auch für Fensterscheiben. Sind die Scheiben kälter als der Innenraum, so beschlagen sie. Zum Beispiel auch bei Kraftfahrzeugen wird dadurch das Sichtfeld eingeschränkt. Der gleiche Effekt tritt in Bädern und Saunen auf, hier beschlagen oft auch Spiegel und andere kältere Gegenstände. Grund für all diese Effekte sind die kalten Oberflächen, die die Luft in ihrer unmittelbaren Umgebung abkühlen: je höher die relative Luftfeuchtigkeit der Luft ist, desto schneller erreicht sie beim Abkühlen den Taupunkt und Wasser kondensiert. Je höher der Temperaturunterschied zwischen den Oberflächen und der Umgebungsluft ist, desto stärker ist die Neigung zur Betauung bzw. zum Beschlagen. Aus diesem Grunde zeigen sich die beschriebenen Fälle vor allem im Winter, in feuchten Räumen, an Außenwänden und im Freien nachts bei unbedecktem Himmel (Abkühlung der Erdoberfläche durch Abstrahlung in den Weltraum). Sinken die Temperaturen der Oberflächen unter 0 °C, bilden sich Eisblumen oder Reif.
Gegenmaßnahmen gegen Betauung und Bereifung:
- Beblasen der Scheiben mit warmer Luft
- Heizkörper in Wohnräumen befinden sich an Außenwänden und unter Fenstern
- Beheizen der Gegenstände (Heckscheibe von KFZ, Flugzeug-Komponenten)

Der Effekt führt auch zum Vereisen von Gefrierfächern bzw. des Verdampfers in Kühlschränken und Gefriertruhen bei gleichzeitiger Austrocknung unverpackter Kühlware. Deren Wasser verdunstet bzw. sublimiert zunächst, um dann an kalten Oberflächen zu kondensieren bzw. zu Eis zu resublimieren. Technische Verwendung findet dieser Effekt bei der Gefriertrocknung.
Die Vereisung von Vergasern von Ottomotoren (zum Beispiel in Kraftfahrzeugen oder kleinen Flugzeugen) führt zum Motorausfall. Sie beruht im Wesentlichen auf der Abkühlung der Luft aufgrund der Verdunstungskälte des Benzins, teilweise auch aufgrund des Unterdruckes, der die Luft zusätzlich abkühlt.

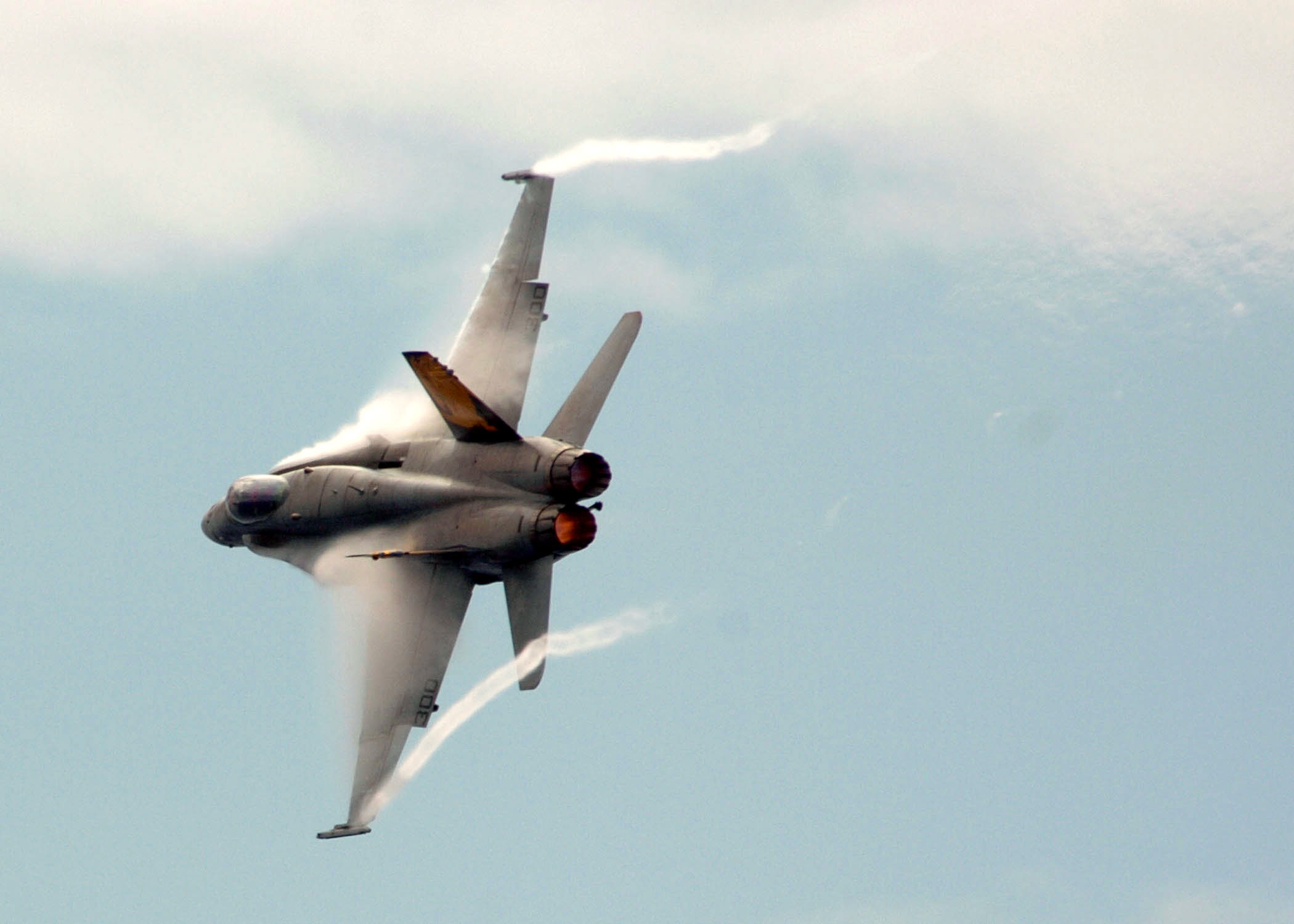
Nebelbildung in Randwirbeln

Die Unterschreitung des Taupunktes kann man auch bei Flugzeugen oder schnellen Rennautos beobachten. Die Randwirbel an den Enden der Tragflächen oder eines Spoilers führen zu einem lokalen Absinken des Luftdruckes und nach dem 2. Gesetz von Gay-Lussac zu lokaler Abkühlung der Luft. Der Taupunkt wird lokal unterschritten und dort entsteht Nebel. Ist die Luftfeuchtigkeit bei Temperaturen unter null besonders hoch, kommt es bei Flugzeugen zur gefürchteten Tragflächenvereisung – dann reicht bereits der Unterdruck oberhalb und hinter den Tragflächen und Leitwerken, um eine Bereifung auszulösen.
Die Ausatemluft ist beim Menschen und homoiothermen Tieren wesentlich feuchtigkeitsreicher und wärmer als die Einatemluft. Dies erkennt man am zu sichtbaren Nebelschwaden kondensierenden Wasserdampf der Ausatemluft im Winter bzw. bei niedrigen Temperaturen und hoher Luftfeuchtigkeit. Die warme und feuchtigkeitsreiche Ausatemluft kühlt sich unter den Taupunkt ab und es kommt zur Entstehung von Wassertröpfchen. Gleiches gilt auch für die Abgase von Fahrzeugen, Flugzeugen und Kraftwerken, deren Wolkenbildung bzw. Kondensstreifen oft mit deren Schadstoffemission verwechselt werden.

### Meteorologie, Klimatologie und Hydrologie

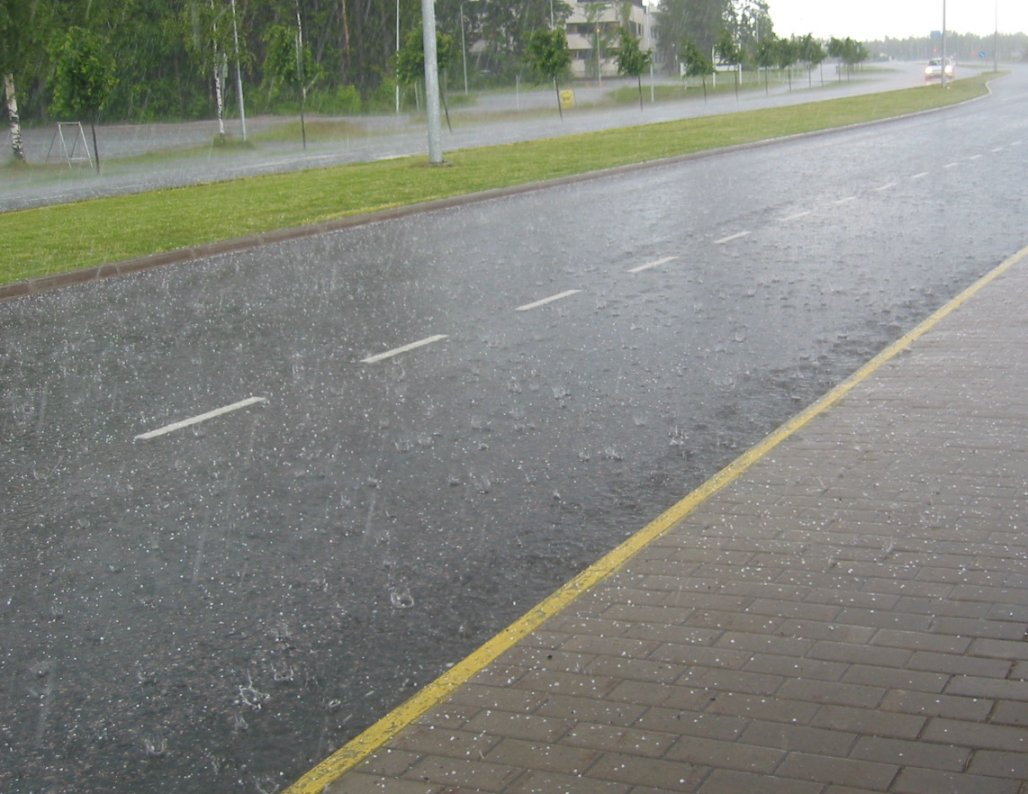
Hagelschauer in Finnland

Wird mit Wasserdampf gesättigte Luft unter den Taupunkt abgekühlt, so scheidet sich flüssiges Wasser durch Kondensation aus der Luft ab, falls die hierfür notwendigen Kondensationskerne (Aerosole) vorhanden sind. Diese liegen jedoch unter natürlichen Bedingungen fast immer in ausreichender Konzentration vor, sodass es nur in Ausnahmefällen zu markanten Übersättigungen von mehreren Prozentpunkten kommt. Die Kondensation und ab Temperaturen unter 0 °C auch Resublimation des Wasserdampfs führen unter anderem zur Wolken-, Hagel-, Schnee-, Nebel-, Tau- und Reifbildung. Wasserdampf ist daher kein permanentes Gas der Atmosphäre und weist mit einer statistischen Verweildauer von etwa zehn Tagen eine hohe Mobilität auf.
Obwohl der Wasserdampf nur mit relativ geringen Konzentrationen in der Atmosphäre vertreten ist, trägt er bedingt durch seine hohe Mobilität und den damit verbundenen Stoffumsatz einen großen Anteil am globalen Wasserkreislauf und spielt daher in der Wasserbilanz eine wichtige Rolle. Hierbei ist die Luftfeuchtigkeit auch eine wichtige Eingangsgröße zur Niederschlagsbildung bzw. deren Berechnung und auch zur Bestimmung der Verdunstung bzw. der Evaporation, Transpiration und Interzeptionsverdunstung. Dies spielt im Rahmen der klimatischen Wasserbilanz wiederum eine wesentliche Rolle für verschiedene Klimaklassifikationen.
Aus der Luftfeuchtigkeit lassen sich zudem wichtige meteorologische Größen ableiten, wie zum Beispiel das Kondensationsniveau und die virtuelle Temperatur. Auch ist die Luftfeuchtigkeit bzw. der Wasserdampf wesentlich am Strahlungshaushalt der Atmosphäre beteiligt – Wasserdampf ist das bedeutendste Treibhausgas. Wasserdampf, insbesondere jedoch Wolken verhindern stark die nächtliche Abkühlung der Erdoberfläche, da sie durch Absorption und Re-Emission einen Ausgleich der Strahlungsbilanz der Wärmeabstrahlung der Erdoberfläche herstellen.
Die im flüssigen Aggregatzustand des Wassers gespeicherte Kondensationsenthalpie bedingt den Unterschied zwischen feucht- und trockenadiabatischem Temperaturgradienten – eine der Voraussetzungen für die Entstehung von Föhn.

### Trocknung
Luft von niedriger relativer Luftfeuchtigkeit ist ein häufig im Alltag angewandtes Trocknungsmittel, z. B. bei der Trocknung von Textilien auf der Wäscheleine. Bei der Trocknung von Materialien durch Verdunstung ist entscheidend, dass die Luftfeuchtigkeit hinreichend niedrig ist. Bei einer relativen Luftfeuchtigkeit von 100 % kann das Trockengut nicht weiter trocknen, es stellt sich ein Gleichgewicht ein. Bei Trocknungsverfahren, zum Beispiel in Trocknern, auch Wäschetrocknern, versucht man daher, die relative Feuchtigkeit der Umgebung zu senken. Das kann durch Temperaturerhöhung, Luftaustausch (Fön, Ablufttrockner), durch Adsorption des Wassers (Adsorptionstrockner) oder durch Auskondensation des Wassers (Kondenstrockner) erfolgen.
In anderen Fällen wird hingegen in der Regel auf die Wirkung des Windes vertraut, der ständig neue Luft von niedriger relativer Luftfeuchtigkeit heranweht und so beispielsweise Heu, frisch geschlagenem Holz, Mörtel, aufgehängter Wäsche, Tabakblättern, Kaffee- oder Kakaobohnen das Wasser entzieht.

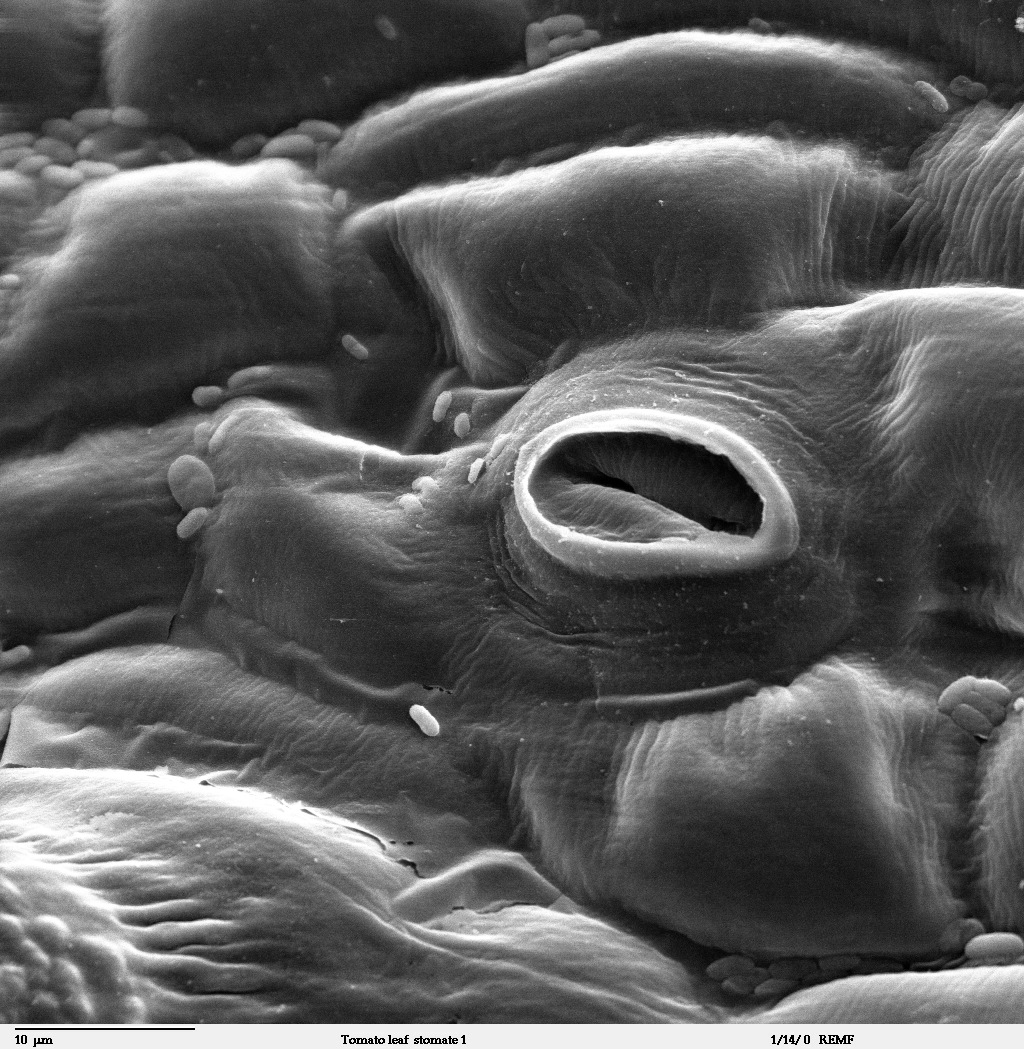
Spaltöffnung an einem Blatt

### Biologie
In der Biologie und hier besonders der Ökologie ist die Luftfeuchtigkeit von großer Bedeutung. Sie bedingt nicht nur das Auftreten von Klimazonen oder bestimmten Ökosystemen, sondern spielt auch bei der Transpiration über die Spaltöffnungen der Blätter und in deren Interzellularraum (Interzellulare) eine große Rolle (Wasserdampfpartialdruck). Die Luftfeuchtigkeit ist daher ein wichtiger Parameter für den Wasserhaushalt von Pflanzen, Tieren und Menschen (Schwitzen, Atmen, Pilzbefall). Eine besondere Rolle spielt die Luftfeuchtigkeit zudem für jene Tiere, die hauptsächlich über die Haut atmen. Hierzu zählen viele Schnecken und andere Weichtiere, die in der Folge auch eine geringe Toleranz gegen Austrocknung besitzen.

### Gesundheit
Für Wohn- und Büroräume wird eine relative Luftfeuchtigkeit von 40 bis 50 % empfohlen, bei Raumtemperaturen zwischen 21 und 22 °C. In kühlen Bereichen ist eine höhere Luftfeuchtigkeit erträglicher als in besonders warmen Bereichen (unterhalb 20 °C können auch über 70 % noch als behaglich empfunden werden). Unbehaglich sind generell Luftfeuchtigkeiten über 95 % und unter 23 %. Bei üblichen Bedingungen kann in beheizten Räumen (im Winter, besonders bei tiefer Außentemperatur) die Luft ohne aktive Luftbefeuchtung zu trocken werden. Andererseits sollte die Luftfeuchtigkeit im Schlafzimmer bei geschlossenen Fenstern generell etwas niedriger sein, da durch die Ausatmung die Luftfeuchtigkeit weiter ansteigt und bei einer Ausgangs-Feuchtigkeit von 60 % die Schwelle zur Schimmelbildung überschritten werden kann. Es empfiehlt sich, in den Wohnräumen ein Hygrometer aufzustellen, um die aktuelle Luftfeuchtigkeit zu messen und gegebenenfalls mittels regelmäßigem Stoßlüften oder Luftentfeuchtern entgegenzuwirken.

#### Ursachen und gesundheitliche Risiken bei zu geringer Luftfeuchtigkeit
Vor allem in geschlossenen, stark belüfteten und gut beheizten Räumen werden die empfohlenen Werte oft unterschritten, was zu einer verminderten Atemleistung und einer Beeinträchtigung der Haut bzw. Schleimhaut führen kann. Dies ist besonders im Winter der Fall, da die kalte Außenluft dann nur eine geringe absolute Luftfeuchtigkeit besitzt und durch das Erwärmen auf Zimmertemperatur die relative Luftfeuchtigkeit sehr stark absinkt. Bei zu stark sinkender Luftfeuchtigkeit kann durch eine Reduzierung von Undichtigkeiten der ungewollte Luftaustausch verringert werden. Die Luftfeuchtigkeit sollte jedoch auch im Bereich der kältesten Stellen des Raumes (Außenwände hinter Möbeln) nicht über 80 % ansteigen, da bei höheren Werten Schimmelwachstum nicht auszuschließen ist. Je nach Nutzung und Wärmedämmung der Räume ergeben sich zur Vermeidung von Schimmelwachstum oft Werte der Luftfeuchtigkeit, die deutlich unter den medizinisch empfohlenen liegen.
In sehr kalten Gebieten oder auch kalten Jahreszeiten bzw. in der Nacht zeigt sich oft ein erhöhter Flüssigkeitsverbrauch des menschlichen Organismus, obwohl aufgrund des fehlenden Flüssigkeitsverlustes durch Schwitzen eher das Gegenteil angenommen werden müsste. Begründet liegt dies in der Befeuchtung der trockenen Einatemluft und dem damit verbundenen Wasserverlust. Wird die kalte Außenluft beim Einatmen erwärmt, so steigt deren Wasserdampfkapazität und senkt damit auch die relative Luftfeuchtigkeit. Im Gegensatz hierzu steigt das Sättigungsdefizit an und die Neigung des flüssigen Lungengewebswassers, in den gasförmigen Aggregatzustand überzugehen, nimmt zu. Im Sommer bzw. bei warmer Umgebungsluft wird die Einatemluft kaum noch zusätzlich erwärmt und behält daher ihre meist hohe relative Luftfeuchtigkeit. Sind die zusätzlichen Wasserverluste durch Schwitzen hier nicht allzu groß, ist der Wasserbedarf des Körpers daher bei kalten Umgebungsbedingungen höher.
Eine zu niedrige Luftfeuchtigkeit ist für die Atmung nicht förderlich, da der Sauerstoff über die Alveolen dann schlechter in die Blutbahn gelangt. Die Haut benötigt eine hohe Luftfeuchtigkeit, um nicht auszutrocknen, da diese eng mit der Hautfeuchtigkeit gekoppelt ist. Besonders Schleimhäute sind für Austrocknen anfällig, da sie nur über einen geringen Verdunstungsschutz verfügen und auf ihre hohe Feuchtigkeit zur Erhaltung ihrer Funktionen angewiesen sind. So kann eine geringe Feuchtigkeit der Nasenschleimhaut ein erhöhtes Auftreten von Nasenbluten zur Folge haben. Generell wird dabei auch die Immunabwehr der Haut geschwächt (erhöhtes Erkältungsrisiko) und deren Fähigkeit zum Stoffaustausch herabgesetzt, wovon besonders die Mundschleimhaut betroffen ist. Auch die Anfälligkeit für Hautreizungen bzw. -rötungen oder gar Hautentzündungen wird durch eine geringe Luftfeuchtigkeit erhöht. Wenn diese Entzündungen nur in bestimmten Räumen oder Gebäuden auftreten, ist dies in der Regel auf eine zusätzliche Belastung der Raumluft mit Schadstoffen (z. B. Feinstaub, Lösungsmittel, Formaldehyd usw.) zurückzuführen.
Bei der Durchführung von Inhalationsnarkosen ist die Anfeuchtung des inhalierten Gasgemisches sehr wichtig, da die zur Anwendung kommenden medizinischen Gase wasserfrei gelagert werden und andernfalls die auftretenden Verdunstungseffekte in der Lunge des Patienten Auskühlungserscheinungen (Verdunstungskälte) und eine gewisse Austrocknung bewirken würden.

#### Gesundheitliche Risiken bei zu hoher Luftfeuchtigkeit
Eine hohe relative Luftfeuchtigkeit behindert hingegen die Regulation der Körpertemperatur durch das Schwitzen und wird daher schnell als schwül empfunden. Trotz höherer Temperaturen können daher sehr heiße Wüsten oft wesentlich leichter durch den Organismus verkraftet werden (vorausgesetzt er leidet nicht unter Austrocknung) als Regenwälder mit einer hohen Luftfeuchtigkeit und vergleichsweise gemäßigten Temperaturen. Die Auswirkung der Luftfeuchtigkeit auf die gefühlte Temperatur wird durch den Humidex beschrieben, wobei der grundsätzliche Zusammenhang zwischen einer steigenden Luftfeuchtigkeit und einer steigenden gefühlten Temperatur auch für niedrige Werte der Luftfeuchtigkeit gilt und somit beispielsweise zur Reduzierung der Zimmertemperatur und damit des Heizaufwandes herangezogen werden kann.

### Land- und Forstwirtschaft

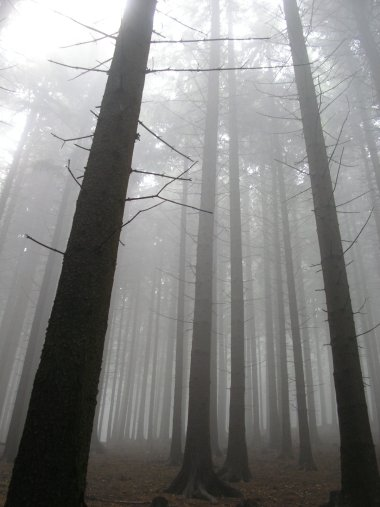
Sauerländer Wald im Nebel

In der Landwirtschaft besteht bei einer zu niedrigen Luftfeuchtigkeit die Gefahr einer Austrocknung der Felder und der angebauten Pflanzen und damit einer Missernte. Durch die Erhöhung des Dampfdruckgradienten zwischen Blattoberfläche und Atmosphäre wird den Pflanzen dabei Feuchtigkeit entzogen (siehe Abschnitt Biologie), insbesondere wenn ihre Spaltöffnungen am Tag geöffnet sind und sie nur über einen geringen Verdunstungsschutz verfügen, was bei vielen heimischen Pflanzen (C-3-Pflanzen) der Fall ist. Die Pflanzen erhöhen dadurch die Austrocknung des Bodens, andererseits schützen sie ihn vor direkter Sonneneinstrahlung und Erwärmung und fördern durch ihre Wurzeln Wasser aus tieferen Schichten an die Oberfläche. Viele Moor- und Sumpfpflanzen verfügen über einen Regelmechanismus, der die Verdunstungsrate bei beginnender Austrocknung senkt.
Die Wasserbilanz wird beim Freilandanbau wesentlich auch durch nächtlichen Tau verbessert – Pflanzen betauen eher als unbedeckter Erdboden, da sie sich nachts durch Wärmeabstrahlung schneller abkühlen als unbedeckter Boden mit seiner höheren Wärmekapazität.
Doch auch in der Forstwirtschaft und der holzverarbeitenden Industrie spielt die Luftfeuchtigkeit eine Rolle. Frisch geschlagenes Holz verfügt über eine hohe Eigenfeuchtigkeit, sie ist bei im Winter geschlagenem Holz geringer. Diese Holzfeuchtigkeit sinkt in der Zeit der Ablagerung ab und gleicht sich an die Luftfeuchtigkeit an. Wird zu frisches Holz verarbeitet, schwindet und verzieht es sich. Die Änderung der Holzfeuchtigkeit aufgrund wechselnder Luftfeuchtigkeit führt auch bei abgelagertem Holz zu sich ändernden Maßen des Holzes quer zur Faser und ist von großer Wichtigkeit für alle holzverarbeitenden Gewerbe und Industrien. Bei der Lagerung frischen Holzes in Sägewerken werden oft Sprinkleranlagen eingesetzt, um das Holz langsamer zu trocknen und so Schwindungsrisse zu vermeiden.
Auch abgelagertes Holz (Bretter, Kanthölzer und Balken) wird so gelagert, dass es von Luft umströmt wird und durch sein Eigengewicht parallel fixiert ist. Das soll garantieren, dass sich das Holz nicht verzieht oder gar fault.
Beim Verlegen von Dielen- und Parkettfußböden muss beachtet werden, dass sich das Holz aufgrund seiner Hygroskopizität der Umgebungsfeuchtigkeit anpasst. Unterhalb des Fasersättigungsbereiches führt dies zur Quellung oder Schwindung des Holzes. Aus diesem Grund werden auch Holzfässer bei Nichtbenutzung undicht.

### Lagerhaltung und Produktion

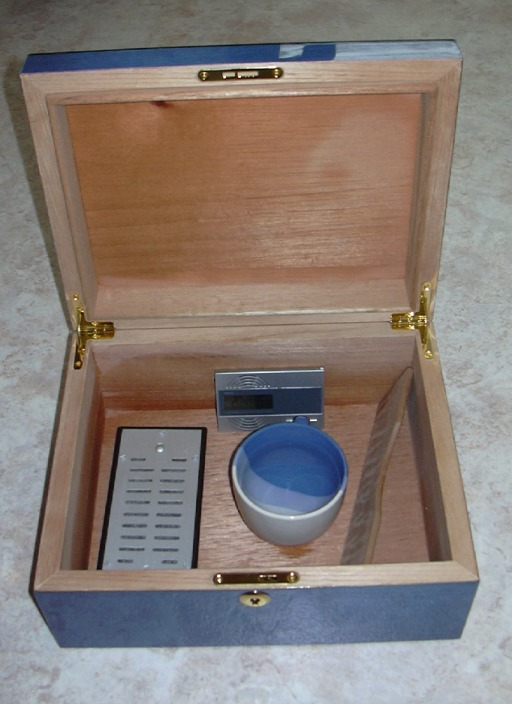
Ein vorbereiteter Humidor mit Hygrometer

In der Lagerhaltung von Lebensmitteln ist die Luftfeuchtigkeit sehr wichtig zur Steuerung der Genussreife, vor allem bei Lagerobst. Auch Korrosion kann durch eine hohe Luftfeuchtigkeit begünstigt werden, besonders über den indirekten Effekt der gesteigerten Taubildung, und muss daher bei Lagerung und Transport feuchtigkeitsempfindlicher Güter berücksichtigt werden. Beispiele, die bestimmte Luftfeuchtigkeit erfordern, sind Chemikalien, Zigarren (Humidor), Wein (Korken), Salami, Holz, Kunstwerke, Bücher und optische oder elektronische Baugruppen und Bauteile, zum Beispiel integrierte Schaltkreise. Die Luftfeuchtigkeit muss zur Einhaltung bestimmter Raumklimata in Lagerräumen, Museen, Archiven, Büchereien, Laboren, Rechenzentren und industriellen Produktionsanlagen (Mikroelektronik-Fertigung) überwacht oder gesteuert werden.
Beim Gütertransport in wetterisolierten Containern oder auch verschweißten Kunststoffbeuteln kann sich Kondenswasser und Betauung bilden, wenn die Luft im Inneren beim Sinken der Temperatur unter den Taupunkt gelangt, zum Beispiel beim Transport aus tropischen in kältere Gebiete. In Folienverpackungen feuchtigkeitsempfindlicher Güter werden daher Beutel mit Silicagel oder Zeolithe gegeben, die die Feuchtigkeit puffern. Feuchtigkeitsindikatoren dienen dazu, die Feuchtigkeitswerte in den Verpackungen während des Transports zu kontrollieren.
Feuchtigkeitsempfindliche Geräte wie z. B. in der Elektronik und Optik müssen nach Lagerung bei geringen Temperaturen zunächst temperieren, bevor deren Verpackung geöffnet wird. Ansonsten bildet sich an und in den Geräten Kondenswasser, was insbesondere beim sofortigen Betreiben der betauten Geräte zum Ausfall führen kann.

### Außenwände von Gebäuden

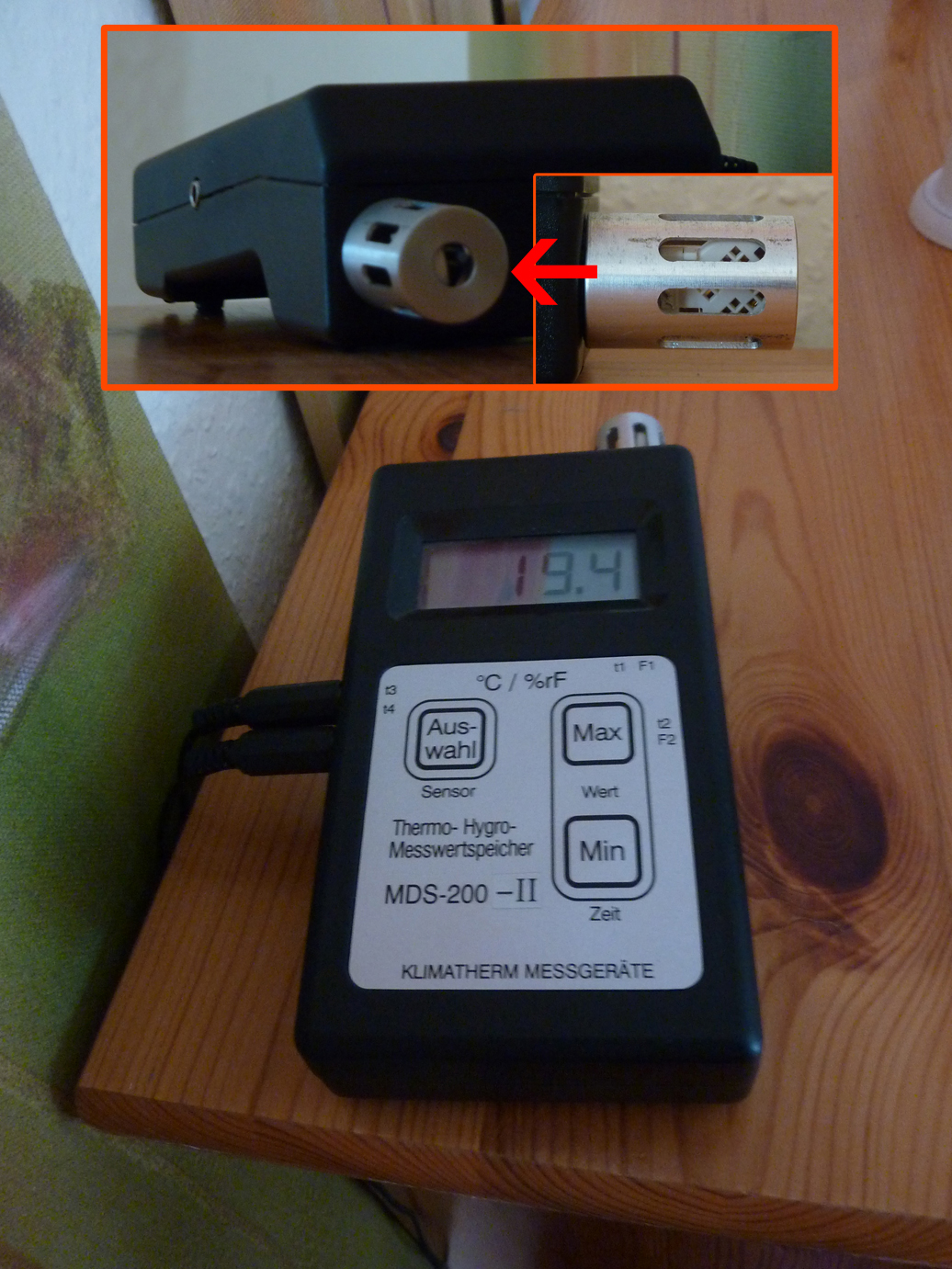
Gerät zur Messung von Luftfeuchtigkeit

In der Bauphysik spielt der Taupunkt in Form der Taupunktebene eine wichtige Rolle. Unter dieser versteht man die Menge aller örtlichen Taupunkte innerhalb eines Bauwerks (Mauerwerks oder  Wärmedämmung), bei denen es zur Kondensation von Dampf zu Wasser kommt. Hintergrund ist, dass warme Luft mehr Feuchtigkeit aufnehmen kann als kalte Luft. Bewegt sich warme und mit Feuchtigkeit angereicherte Luft durch Diffusion oder Konvektion innerhalb der Außenwand oder Dämmschicht, so kommt es zur Bildung flüssigen Wassers, sobald der Taupunkt unterschritten wird. bei „Kältebrücken“ (eigentlich Wärmebrücken) liegt die Taupunktebene an der Oberfläche der Innenwand.
Durch jede Art von Wärmedämmung an Gebäuden wird die Taupunktebene, wo eindiffundierte dampfförmige Luftfeuchtigkeit zu flüssigem Wasser kondensiert, von der kalten Seite in Richtung der Wärmequelle verschoben, bei Innendämmung liegt die Taupunktebene weiter innen als bei Außendämmung.
Dort wo die Bauteilfeuchte kondensiert vernässen die Bauteile, deren Feuchtegehalt steigt, die Wärmeleitfähigkeit nimmt entsprechend zu und die Wärmedämmwirkung nimmt entsprechend ab. In vernässten Bauteilen können Schimmel und Algen wachsen, sofern organische Stoffe (von Wandfarben, Tapeten, Wärmedämmstoffen oder Holz) und Luft vorhanden sind. Hieraus ergeben sich Gefahren gesundheitsgefährdender Schimmelbildung, Versagen der Wärmedämmung aufgrund der Wasseraufnahme (bessere Wärmeleitung), außerdem kann es durch Frostsprengung zur Beschädigung von Baustoffen kommen.
Gegenmaßnahmen bestehen folglich darin, Eindiffundieren von Feuchte zu vermindern oder die zwangsläufige Taupunktunterschreitung durch geeignete Baumaterialien oder andere Maßnahmen an Orte (im Außenbereich) zu verlegen, wo die Feuchte (bei einer Hinterlüftung oder durch Diffusionsoffenheit) abtrocknen kann oder abgeleitet werden kann. Ist dies nicht möglich (zum Beispiel bei Innendämmung), muss die Wärmedämmschicht nach innen mit einer Dampfsperre (geschlossene Folie, keine Wasserdiffusion möglich) oder Dampfbremse (Wasserdiffusion ist eingeschränkt möglich) versehen sein, um das Eindringen feuchter Raumluft in die Wärmedämmschicht zu verhindern. Das ist insbesondere dann wichtig, wenn das Mauerwerk, zum Beispiel durch einen Außenanstrich, ein geringes Diffusionsvermögen aufweist.
Daneben kann eine Dämmschicht auch von außen vernässt werden. Tau oder andere Niederschläge können (beispielsweise in den Fugen aufgeklebter Klinkerverblender) bei Spannungsrissen oder Schwindrissen kapillar eingesaugt werden. Ist die Grenzfläche der Wärmedämmung zur Außenluft dann flüssigkeits- oder dampfdicht und fehlt eine Hinterlüftung, kann eingedrungene Feuchte nicht mehr abtrocknen und der Dämmstoff vernässt flächig und irreversibel (siehe dazu auch Feuchtigkeit#Feuchte in Gebäudebauteilen).
Die Wirksamkeit der Hinterlüftung zur Austrocknung hängt vom Feuchtegehalt der einströmenden Zuluft ab. Hohe Luftfeuchtigkeit und niedrige Oberflächentemperaturen der Bauteile können Tauwasserbildung in der Hinterlüftungsebene bewirken und so eine weitere Durchfeuchtung auslösen.
In der Winterperiode – in diesem Zusammenhang oft als Tauperiode bezeichnet – sind die Temperatur und der Wasserdampfdruck im Inneren höher als außen. Die Außenwand weist daher für beide Werte ein Gefälle nach außen auf. Dieses ist jedoch selbst bei einer homogenen Außenwand nicht gleich, da deren zeitabhängige Speicherwirkung für Wärme und Wasserdampf unterschiedlich ist und sich auch die Temperaturen und Dampfdrücke im Zeitablauf unterschiedlich ändern. Bei inhomogenen Wänden kommt hinzu, dass das Gefälle in den einzelnen Materialien unterschiedlich ist. So hat eine Dampfsperrfolie zum Beispiel ein großes Dampfdruckgefälle, hingegen kaum ein Temperaturgefälle. Bei Dämmstoffen ist es oft umgekehrt, hier ist das Gefälle des Wasserdampfdrucks klein, aber das Temperaturgefälle hoch. Kondensation tritt immer dann ein, wenn die relative Luftfeuchtigkeit örtlich vorübergehend oder (zum Beispiel im Winter) dauernd 100 % überschreitet.
Die Kondenswasserbildung kann auch durch Baustoffe mit hoher Wasserdampfdurchlässigkeit und/oder einem hohen Wasseraufnahmevermögen (Pufferung) bei gleichzeitig geringer Wärmeleitfähigkeit verhindert werden. Beispiele sind Stroh/Lehm oder Holz. Hierbei kann oft auf Dampfsperren verzichtet werden.
Das sachgemäße Belüften von Wohnräumen (insbesondere bei Sanierungen mit Außenanstrich, unsachgemäß angebrachten Dampfsperren und abgedichteten Fenstern) hat einen großen Einfluss auf die Vermeidung von Schimmelbildung.

### Luft- und Raumfahrt
In der Luftfahrt besteht die Gefahr des Vereisens von Tragflächen und Leitwerk durch die Resublimation des in der Luft enthaltenen Wasserdampfes. Dieser Effekt kann die Flugfähigkeit binnen kürzester Zeit sehr stark einschränken und ist für zahlreiche Unfälle verantwortlich. Entgegengewirkt wird diesem Vorgang durch Enteisungsanlagen, welche die kritischen Bereiche (zum Beispiel Tragflächenvorderkante) beheizen, um Eisansatz zu verhindern.
Eine preisgünstigere Methode besteht darin, die Tragflächenvorderkante mit einer Haut aus Gummi zu überziehen und stoßweise Druckluft zwischen die Gummihaut und die Tragfläche zu pressen. Die Haut wölbt sich und durch die Verformung wird das starre Eis abgesprengt. Diese Methode birgt allerdings ein gewisses Risiko. Ist der entstandene Eispanzer zum Zeitpunkt der Auslösung der Druckluft-Enteisung noch dünn, wird er durch die Gummihaut lediglich gewölbt, aber nicht gesprengt. In der Folge lagert sich weiteres Eis an, die erneute Auslösung der Enteisung bleibt ergebnislos. Um diesem Risiko entgegenzuwirken, warten Piloten oft mit der Betätigung der Enteisung, bis sie der Ansicht sind, dass diese auch den tatsächlich gewünschten Effekt zu erzielen vermag.
In der Raumfahrt kommt es bei Raketenstarts zu ähnlichen durch niedrige Außentemperaturen bedingten Problemen. Startfenster werden daher auch nach meteorologischen Gesichtspunkten gewählt und Starts notfalls abgebrochen. Die Nichtbeachtung dieses Grundsatzes kann zum Absturz führen.

### Atemschutz
Die Luftfeuchte ist eine wichtige Kenngröße beim Füllen von Druckluftflaschen von z. B. Pressluftatmern. Dafür wird die Luftfeuchtigkeit nach DIN EN 12021 „Druckluft für Atemschutzgeräte“ als maximaler Wassergehalt der in Druckluftflaschen gelagerten Luft und der am Ausgang des Kompressors gemessenen Luft, also die absolute Luftfeuchtigkeit a, d oder f, vorgegeben.
Nach DIN EN 12021 Druckluft für Atemschutzgeräte darf der Wassergehalt in Druckluftflaschen maximal betragen:
- bei 200 bar Nenndruck: 50 mg/m3
- bei 300 bar Nenndruck: 35 mg/m3

Die absolute Luftfeuchtigkeit der vom Kompressor gelieferten Luft zum Füllen von 200-bar- oder 300-bar-Druckluftflaschen sollte 25 mg/m3 nicht überschreiten.
Die Luftfeuchte wird im Atemschutz mit Prüfröhrchenmessgeräten gemessen. Die Maßeinheit bezieht sich jeweils auf auf Atmosphärendruck entspannte Luft.

### Wärmeaustausch
An Wärmetauschern und kalten Rohrleitungen, die kälter als die Umgebungsluft sind, kann Kondensation von Luftfeuchtigkeit und bei Unterschreiten des Gefrierpunkts auch Vereisung auftreten.
Im Inneren eines Kühlschranks, der in der Regel knapp über dem Gefrierpunkt betrieben wird, tritt daher Kondenswasser auf. Ehemals (um 1960/1975) bildete die – einzige – Kühlfläche als horizontale Ebene aus eloxiertem Aluminium den Boden des Gefrierfachs und lag so etwas abgeschirmt über dem Kühlraum. Die Kühlfläche vereiste mit der aus der Raumluft und aus wasserhaltigen Nahrungsmitteln kommenden Luftfeuchtigkeit und musste daher etwa wöchentlich abgetaut werden. Das Eis schmolz dann und tropfte entweder in eine ständig im Kühlschrank eingeschobene Vorrichtung aus dach- und kanalförmigen Stegen in eine Auffangwanne, die händisch herauszuziehen und zu leeren war. Spätere, nicht mehr mit Glaswolle, sondern durch Ausschäumen besser isolierte Geräte hatten eine durchgehende Wanne aus Kunststoff mit einem im Kühlraum hintenliegenden Ablaufstutzen, dessen Stoppel zum Abtauen geöffnet wird, um das Tauwasser in ein daruntergestelles Gefäß abzulassen. Seit etwa 1980 bildet die nahtlos aus geblasenem Kunststoff gebildete Rückwand die Kühlfläche des Kühlraums. Hier kondensiertes Wasser – eventuell während einer Kühlphase vorübergehend gefroren – rinnt nach unten ab in eine eingeformte Rille und weiter durch einen stets offenen Auslass in eine Kunststofftasse außen am warmen Kühlaggregat, wo es verdunstet. Solche Kühlschränke sind selbstabtauend. Das über mit Magnetleisten gefüllte Kunststoffwulste weitgehend luftdicht und damit fast wasserdampfdicht geschlossene Gefrierfach wird nur selten geöffnet und baut deshalb nur wenig Eis auf einer eigenen Kühlfläche auf, das manuell abgetaut werden muss.
Wenn sommers der Taupunkt von Luft in Kellern von Häusern steigt, kondensiert Luftfeuchte auf dem Rohr einer durchflossenen Trinkwasserleitung.
Eine Reihe von Gasen (Propan, Butan, CO2, Lachgas) wird unter Druck verflüssigt in Druckflaschen, Kartuschen oder kleinen Patronen aus Metall vorrätig gehalten. Aus der Gasphase mit ausreichend großer Rate entnommene Mengen werden durch Verdunsten oder Sieden aus der Flüssigphase nachgeliefert, wodurch sich diese abkühlt, was an der Außenseite der aufrecht stehenden Flasche zu flüssiger Kondensation von Luftfeuchte und bei ausreichend niedriger Umgebungstemperatur zu Reifbildung führt, die sichtbar die Spiegelhöhe des Flüssigphase des Inhalts abzeichnet.
Wird nicht speziell entfeuchtete Druckluft aus einem Kessel rasch entlassen, kühlt sich die Luft im Strahl beim Entspannen so weit ab, dass mitgerissene Umgebungsluft unter ihren Taupunkt abgekühlt werden kann, sodass sich temporär und lokal ein wenig Nebel bildet. Ein ähnlicher Effekt tritt beim raschen Öffnen eines aufrechten Gefäßes eines Getränks auf, das unter einem gewissen Druck Kohlenstoffdioxid enthält. Wenn das Getränk nicht herausschäumt, ist kurz eine kleine Nebelschwade über der Öffnung der Flasche oder Dose sichtbar.
In Trinkgläser kalt eingeschenkte Getränke lassen außen Luftfeuchte kondensieren. Um Tische zu schonen, werden Bierdeckel untergelegt. Stielgläser behalten zumeist den Stiel trocken, solange sich der Belag aus feinen Tropfen nicht zu größeren zusammengeballt hat, die abrinnen. Über Stiele von Pilstulpen werden oft Pilsdeckchen gestülpt, die abrinnenden Schaum und Kondenswasser aufsaugen sollen.
An Außenwänden montierte Klimaanlagen lassen im gekühlten Luftstrom Wasser auskondensieren. Geringe Mengen flüssigen Wassers werden so mitunter über kleine Rohre auf den vor einem Geschäftslokal liegenden Gehsteig geleitet.

## Entfeuchten und Trocknen von Luft und Stoffen
Entfeuchter bis hinunter zu reisetaschenkleinen Geräten funktionieren durch Abkühlen durchgeblasener Luft bis unter den Taupunkt, Abrinnen des auf den Kühlflächen kondensierten Wassers in ein Sammelgefäß und mehr als Wiedererwärmen der Luft. Typisch wird die Kompressorkältemaschine von einem Elektromotor angetrieben.
Der Einsatz hygroskopischer Stoffe (fest, selten flüssig) empfiehlt sich nur für kleine Luftvolumina. Elektronikgeräten aber auch schimmelanfälligen Lederwaren werden kleine Papiersäckchen von getrocknetem Silicagel beigepackt um Feuchte, die beim Seetransport in Containern durch Kartonverpackungen diffundiert und durch Abkühlen kondensieren kann, bis zu einer gewissen Menge zu binden. Zwischen wasserdampfdichte Lagen von Glas oder Kunststofffolie und ähnlichem wird häufig Seidenpapier oder ähnliches als Zwischenlage gepackt, um den Feuchtigkeitsaustausch zu fördern, um flüssiges Kondenswasser und damit einhergehende Transportvorgänge und Kapillareffekte zu vermeiden.
Im Chemielabor werden Stoffe oft wasserfrei benötigt, um sie ohne Wassergehalt zu verwiegen oder wasserfrei zu verarbeiten. Die Trocknung erfolgt grob an Luft, mehr oder weniger scharf durch Erwärmen eventuell bis zum Glühen. Luftfeuchte bewirkt beim Abkühlen das Wiederaufnehmen von Wasser. Deshalb werden Stoffe in Schalen im Exsikkator neben oder über Trocknungsmitteln gelagert. Der zu trocknende Stoff setzt – bei Raumtemperatur – Wasserdampf als Luftfeuchte frei und z. B. Silikagel, Calciumchlorid oder konzentrierte Schwefelsäure nimmt den Wasserdampf aufgrund höherer Hygroskopizität auf. Das Absaugen von Luft aus dem Exsikkator erfolgt zumeist mit der Wasserstrahlpumpe, dadurch wird das Austreten von Wasserdampf (und anderer Dämpfe) aus der Probe und das Diffundieren des Wasserdampfs zum Trocknungsmittel hin erleichtert. Durch das Erzeugen eines Vakuums von hinunter bis zu etwa 1/100 bar steigt die absolute Luftfeuchtigkeit auf bis zum Hundertfachen an. Wenn nun beispielsweise Wasser mit Umgebungstemperatur (z. B. 20 °C) im Exsikkator als Wasserdampfquelle vorliegt, verändert sich die relative Luftfeuchtigkeit nach Gleichgewichtseinstellung nicht. Denn der Wasserdampfdruck bei 20 °C bewirkt (ideal betrachtet) unabhängig von nebenbei im selben Volumen vorhandener Luftmoleküle stets eine Sättigung mit Wasserdampf, also 100 % relative Feuchte.
Eine Wasserstrahlpumpe wird zweckmäßig mit kaltem Wasser betrieben, da sie in Richtung Vakuum eine Wasserdampfquelle der Temperatur der Pumpe darstellt. Am Exsikkator wird sie zum Absaugen organischer Dämpfe (z. B. von Lösemitteln) eher nur intermittierend und nicht langdauernd eingesetzt.
Beim Gefriertrocknen wird Gefrorenes, oft Lebensmittel, schonend, weil ohne Erhitzung, im Vakuum getrocknet. Dabei wird verdunstender Wasserdampf im Vakuum angesaugt. Aromastoffe, die weniger flüchtig als Wasser sind oder stärker am Stoff anhaften, bleiben diesem erhalten.